# Elezioni parlamentari negli Stati Uniti d'America del 2016
Le elezioni parlamentari negli Stati Uniti d'America del 2016 si sono tenute l'8 novembre in concomitanza delle elezioni presidenziali che hanno eletto il 45º presidente degli Stati Uniti. Sono stati sottoposti ad elezione tutta la Camera dei rappresentanti e i 34 seggi del Senato appartenenti alla classe 3.

## Senato
Prima delle elezioni, il Senato era controllato dai Repubblicani con una maggioranza di 54 senatori a 46. I Democratici avevano quindi bisogno per riottenere la maggioranza di conquistare 4 seggi in caso di vittoria alle elezioni presidenziali o 5 in caso di sconfitta. Dei 34 seggi di classe 3 che si sono rinnovati nelle elezioni del 2016, 10 sono detenuti dai democratici e 24 dai repubblicani. I senatori che sono stati eletti hanno iniziato il loro mandato il 3 gennaio 2017 per concluderlo il 3 gennaio 2023. Le elezioni hanno determinato il guadagno di 2 seggi da parte dei democratici che hanno conquistato i seggi di Illinois e New Hampshire, prima in mano ai repubblicani. Il nuovo Senato è risultato quindi composto da 52 repubblicani e 48 democratici con la maggioranza rimasta in mano ai repubblicani.

### Livello federale
| Partiti | Partiti      | Voti       | %      | Seggi        | Seggi    | Seggi    | Seggi         | Seggi   |  |
| Partiti | Partiti      | Voti       | %      | Pre elezioni | In palio | Ottenuti | Post elezioni | +/-     |  |
| ------- | ------------ | ---------- | ------ | ------------ | -------- | -------- | ------------- | ------- |  |
|         | Repubblicano | 40 841 717 | 42,2   | 54           | 24       | 22       | 52            | 2       |  |
|         | Democratico  | 51 315 969 | 53,0   | 44           | 10       | 12       | 46            | 2       |  |
|         | Indipendenti | 626 763    | 0,6    | 2            | 0        | 0        | 2             | Stabile |  |
|         |              |            |        |              |          |          |               |         |  |
| Totale  | Totale       | 92 784 449 | 100,00 | 100          | 34       | 34       | 100           | Stabile |  |

### Dettaglio per stato
Di seguito il riepilogo delle elezioni relative ai 34 seggi del Senato:
| Stato             | Senatore uscente       | Senatore uscente                | Democratici                                   | Repubblicani                                      | Altri                                                                   | Senatore eletto     | Senatore eletto            |
| ----------------- | ---------------------- | ------------------------------- | --------------------------------------------- | ------------------------------------------------- | ----------------------------------------------------------------------- | ------------------- | -------------------------- |
| Alabama           |                        | Richard Shelby (R)              | Ron Crumpton - 35,8%                          | Richard Shelby - 64,0%                            | Write-in - 0,2%                                                         |                     | Richard Shelby (R)         |
| Alaska            | Lisa Murkowski (R)     | Ray Metcalfe - 29,6%            | Lisa Murkowski - 44,1%                        | Joe Miller (L) - 26,3% Margaret Stock (I) - 13,3% | Lisa Murkowski (R)                                                      |                     |                            |
| Arizona           | John McCain (R)        | Ann Kirkpatrick - 40,8%         | John McCain - 53,7%                           | Gary Swing (V) - 5,5%                             | John McCain (R)                                                         |                     |                            |
| Arkansas          | John Boozman (R)       | Conner Eldridge - 36,3%         | John Boozman - 59,7%                          | Frank Gilbert (L) - 4,0%                          | John Boozman (R)                                                        |                     |                            |
| California        |                        | Barbara Boxer (D)               | Kamala Harris - 61,8% Loretta Sanchez - 38,2% | -                                                 |                                                                         |                     | Kamala Harris (D)          |
| Carolina del Nord |                        | Richard Burr (R)                | Deborah Ross - 45,3%                          | Richard Burr - 51,1%                              | Sean Haugh (L) - 3,6%                                                   |                     | Richard Burr (R)           |
| Carolina del Sud  | Tim Scott (R)          | Thomas Dixon - 37,0%            | Tim Scott - 60,5%                             | Bill Bledsoe (L) - 2,4%                           | Tim Scott (R)                                                           |                     |                            |
| Colorado          |                        | Michael Bennet (D)              | Michael Bennet - 48,9%                        | Darryl Glenn - 45,8%                              | Lily Tang Williams (L) - 3,6% Arn Menconi (V) - 1,3%                    |                     | Michael Bennet (D)         |
| Connecticut       | Richard Blumenthal (D) | Richard Blumenthal - 63,2%      | Dan Carter - 34,6%                            | Richard Lion (L) -1,1% Jeff Russell (V) - 1,0%    | Richard Blumenthal (D)                                                  |                     |                            |
| Dakota del Nord   |                        | John Hoeven (R)                 | Eliot Glassheim - 17,0%                       | John Hoeven - 78,4%                               | Robert Marquette (L) - 3,1%                                             |                     | John Hoeven (R)            |
| Dakota del Sud    | John Thune (R)         | Jay Williams - 28,2%            | John Thune - 71,8%                            |                                                   | John Thune (R)                                                          |                     |                            |
| Florida           | Marco Rubio (R)        | Patrick Murphy - 44,3%          | Marco Rubio - 52,0%                           | Paul Stanton (L) - 2,1%                           | Marco Rubio (R)                                                         |                     |                            |
| Georgia           | Johnny Isakson (R)     | Jim Barksdale - 41,0%           | Johnny Isakson - 54,8%                        | Allen Buckley (L) - 4,2%                          | Johnny Isakson (R)                                                      |                     |                            |
| Hawaii            |                        | Brian Schatz (D)                | Brian Schatz - 73,6%                          | John Carroll - 22,2%                              | Joy Allison (C) - 2,2%                                                  |                     | Brian Schatz (D)           |
| Idaho             |                        | Mike Crapo (R)                  | Jerry Sturgill - 27,8%                        | Mike Crapo - 66,1%                                | Ray Writz (C) - 6,0%                                                    |                     | Mike Crapo (R)             |
| Illinois          | Mark Kirk (R)          | Tammy Duckworth - 54,9%         | Mark Kirk - 39,8%                             | Kent McMillen (L) - 3,2% Scott Summers (V) - 2,1% |                                                                         | Tammy Duckworth (D) |                            |
| Indiana           | Dan Coats (R)          | Evan Bayh - 42,4%               | Todd Young - 52,1%                            | Lucy Brenton (L) - 5,5%                           |                                                                         | Todd Young (R)      |                            |
| Iowa              | Chuck Grassley (R)     | Patty Judge - 35,7%             | Chuck Grassley - 60,1%                        | John Heiderscheit (L) - 2,7%                      | Chuck Grassley (R)                                                      |                     |                            |
| Kansas            | Jerry Moran (R)        | Patrick Wiesner - 32,2%         | Jerry Moran - 62,1%                           | Robert Garrard (L) - 5,5%                         | Jerry Moran (R)                                                         |                     |                            |
| Kentucky          | Rand Paul (R)          | Jim Gray - 42,7%                | Rand Paul - 57,3%                             |                                                   | Rand Paul (R)                                                           |                     |                            |
| Louisiana         | David Vitter (R)       | Foster Campbell - 39,3% (Ball.) | John Kennedy - 60,7% (Ball.)                  |                                                   | John Neely Kennedy (R)                                                  |                     |                            |
| Maryland          |                        | Barbara Mikulski (D)            | Chris Van Hollen - 60,9%                      | Kathy Szeliga - 35,7%                             | Margaret Flowers (V) - 3,3%                                             |                     | Chris Van Hollen (D)       |
| Missouri          |                        | Roy Blunt (R)                   | Jason Kander - 46,2%                          | Roy Blunt - 49,3%                                 | Jonathan Dine (L) - 2,4%                                                |                     | Roy Blunt (R)              |
| Nevada            |                        | Harry Reid (D)                  | Catherine Cortez Masto - 47,1%                | Joe Heck - 44,7%                                  | Tom Jones (I) - 1,6% Tony Gumina - 0,97% Jarrod Michael Williams - 0,6% |                     | Catherine Cortez Masto (D) |
| New Hampshire     |                        | Kelly Ayotte (R)                | Maggie Hassan - 48,0%                         | Kelly Ayotte - 47,9%                              | Brian Chabot (L) - 1,70%                                                | Maggie Hassan (D)   |                            |
| New York          |                        | Chuck Schumer (D)               | Chuck Schumer - 70,4%                         | Wendy Long - 27,4%                                | Robin Wilson (V) - 1,5% Alex Merced (L) - 0,7%                          | Chuck Schumer (D)   |                            |
| Ohio              |                        | Rob Portman (R)                 | Ted Strickland - 37,1%                        | Rob Portman - 58,0%                               | Joseph DeMare (V) - 1,7%                                                |                     | Rob Portman (R)            |
| Oklahoma          | James Lankford (R)     | Mike Workman - 24,5%            | James Lankford - 67,7%                        | Robert Murphy (L) - 3,0%                          | James Lankford (R)                                                      |                     |                            |
| Oregon            |                        | Ron Wyden (D)                   | Ron Wyden - 56,1%                             | Mark Callahan - 33,4%                             | Eric Navickas (V) - 2,5% Jim Lindsay (L) - 1,2%                         |                     | Ron Wyden (D)              |
| Pennsylvania      |                        | Pat Toomey (R)                  | Kathleen McGinty - 47,2%                      | Pat Toomey - 48,9%                                | Edward Clifford (L) - 3,9%                                              |                     | Pat Toomey (R)             |
| Utah              | Mike Lee (R)           | Misty Snow - 27,1%              | Mike Lee - 68,1%                              | Stoney Fonua (I) - 2,5% Bill Barron - 2,3%        | Mike Lee (R)                                                            |                     |                            |
| Vermont           |                        | Patrick Leahy (D)               | Patrick Leahy - 61,3%                         | Scott Milne - 33,0%                               | Cris Ericson - 2,9% Jerry Trudell - 1,6% Peter Diamondstone - 1,0%      |                     | Patrick Leahy (D)          |
| Washington        | Patty Murray (D)       | Patty Murray - 58,8%            | Chris Vance - 40,9%                           |                                                   | Patty Murray (D)                                                        |                     |                            |
| Wisconsin         |                        | Ron Johnson (R)                 | Russ Feingold - 46,9%                         | Ron Johnson - 50,2%                               | Phil Anderson (L) - 2,7%                                                |                     | Ron Johnson (R)            |

## Camera dei rappresentanti
Prima delle elezioni, la Camera dei rappresentanti era controllata dai Repubblicani con una maggioranza di 247 deputati a 188. I Democratici avevano quindi bisogno, per riottenere la maggioranza, di conquistare 32 seggi. I deputati che sono stati eletti hanno iniziato il loro mandato il 3 gennaio 2017 per concluderlo il 3 gennaio 2019.
I democratici hanno incrementato i loro seggi alla Camera di 6 unità vincendo 9 seggi precedentemente in mano ai Repubblicani (Florida 7, Florida 10, Florida 13, Illinois 10, Nevada 3, Nevada 4, New Hampshire 1, New Jersey 5 e Virginia 4) e perdendone 3 (Florida 2, Florida 18 e Nebraska 2). La maggioranza è rimasta quindi in mano ai Repubblicani.

### Livello federale
| Partiti                                          | Partiti      | Voti        | Voti   | Voti    | Seggi | Seggi | Seggi   | Seggi  |
| Partiti                                          | Partiti      | Voti        | %      | Var.    | 2014  | 2016  | +/−     | %      |
| ------------------------------------------------ | ------------ | ----------- | ------ | ------- | ----- | ----- | ------- | ------ |
|                                                  | Repubblicano | 63 182 073  | 49,1%  | 2,1%    | 247   | 241   | 6       | 55,4%  |
|                                                  | Democratico  | 61 765 832  | 48,0%  | 2,5%    | 188   | 194   | 6       | 44,6%  |
|                                                  | Libertario   | 1 661 199   | 1,3%   | 0,1%    | -     | -     | -       | -      |
|                                                  | Indipendenti | 878 234     | 0,7%   | 0,1%    | -     | -     | -       | -      |
|                                                  | Verdi        | 491 095     | 0,4%   | 0,1%    | -     | -     | -       | -      |
|                                                  | Costituzione | 127 374     | 0,1%   | Stabile | -     | -     | -       | -      |
|                                                  | Altri        | 521 203     | 0,4%   | 0,2%    | -     | -     | -       | -      |
| Totale                                           | Totale       | 128 627 010 | 100,0% | -       | 435   | 435   | Stabile | 100,0% |
| Fonte: Election Statistics - Office of the Clerk |              |             |        |         |       |       |         |        |

### Dettaglio per stato
| Stato                | Seggi totali | Democratici | Democratici | Repubblicani | Repubblicani |
| Stato                | Seggi totali | Seggi       | Var.        | Seggi        | Var.         |
| -------------------- | ------------ | ----------- | ----------- | ------------ | ------------ |
| Alabama              | 7            | 1           | Stabile     | 6            | Stabile      |
| Alaska               | 1            | 0           | Stabile     | 1            | Stabile      |
| Arizona              | 9            | 4           | Stabile     | 5            | Stabile      |
| Arkansas             | 4            | 0           | Stabile     | 4            | Stabile      |
| California           | 53           | 39          | Stabile     | 14           | Stabile      |
| Carolina del Nord    | 13           | 3           | Stabile     | 10           | Stabile      |
| Carolina del Sud     | 7            | 1           | Stabile     | 6            | Stabile      |
| Colorado             | 7            | 3           | Stabile     | 4            | Stabile      |
| Connecticut          | 5            | 5           | Stabile     | 0            | Stabile      |
| Dakota del Nord      | 1            | 0           | Stabile     | 1            | Stabile      |
| Dakota del Sud       | 1            | 0           | Stabile     | 1            | Stabile      |
| Delaware             | 1            | 1           | Stabile     | 0            | Stabile      |
| Florida              | 27           | 11          | 1           | 16           | 1            |
| Georgia              | 14           | 4           | Stabile     | 10           | Stabile      |
| Hawaii               | 2            | 2           | Stabile     | 0            | Stabile      |
| Idaho                | 2            | 0           | Stabile     | 2            | Stabile      |
| Illinois             | 18           | 11          | 1           | 7            | 1            |
| Indiana              | 9            | 2           | Stabile     | 7            | Stabile      |
| Iowa                 | 4            | 1           | Stabile     | 3            | Stabile      |
| Kansas               | 4            | 0           | Stabile     | 4            | Stabile      |
| Kentucky             | 6            | 1           | Stabile     | 5            | Stabile      |
| Louisiana            | 6            | 1           | Stabile     | 5            | Stabile      |
| Maine                | 2            | 1           | Stabile     | 1            | Stabile      |
| Maryland             | 8            | 7           | Stabile     | 1            | Stabile      |
| Massachusetts        | 9            | 9           | Stabile     | 0            | Stabile      |
| Michigan             | 14           | 5           | Stabile     | 9            | Stabile      |
| Minnesota            | 8            | 5           | Stabile     | 3            | Stabile      |
| Mississippi          | 4            | 1           | Stabile     | 3            | Stabile      |
| Missouri             | 8            | 2           | Stabile     | 6            | Stabile      |
| Montana              | 1            | 0           | Stabile     | 1            | Stabile      |
| Nebraska             | 3            | 0           | 1           | 3            | 1            |
| Nevada               | 4            | 3           | 2           | 1            | 2            |
| New Hampshire        | 2            | 2           | 1           | 0            | 1            |
| New Jersey           | 12           | 7           | 1           | 5            | 1            |
| New York             | 27           | 18          | Stabile     | 9            | Stabile      |
| Nuovo Messico        | 3            | 2           | Stabile     | 1            | Stabile      |
| Ohio                 | 16           | 4           | Stabile     | 12           | Stabile      |
| Oklahoma             | 5            | 0           | Stabile     | 5            | Stabile      |
| Oregon               | 5            | 4           | Stabile     | 1            | Stabile      |
| Pennsylvania         | 18           | 5           | Stabile     | 13           | Stabile      |
| Rhode Island         | 2            | 2           | Stabile     | 0            | Stabile      |
| Tennessee            | 9            | 2           | Stabile     | 7            | Stabile      |
| Texas                | 36           | 11          | Stabile     | 25           | Stabile      |
| Utah                 | 4            | 0           | Stabile     | 4            | Stabile      |
| Vermont              | 1            | 1           | Stabile     | 0            | Stabile      |
| Virginia             | 11           | 4           | 1           | 7            | 1            |
| Virginia Occidentale | 3            | 0           | Stabile     | 3            | Stabile      |
| Washington           | 10           | 6           | Stabile     | 4            | Stabile      |
| Wisconsin            | 8            | 3           | Stabile     | 5            | Stabile      |
| Wyoming              | 1            | 0           | Stabile     | 1            | Stabile      |
| Totale               | 435          | 194         | 6           | 241          | 6            |

### Dettaglio per distretto
| Stato                | Distretto | Deputato uscente                     | Deputato uscente                                           | Democratici                                                      | Repubblicani | Altri                                                                                              | Deputato eletto       | Deputato eletto            |
| -------------------- | --------- | ------------------------------------ | ---------------------------------------------------------- | ---------------------------------------------------------------- | --- | -------------------------------------------------------------------------------------------------- | --------------------- | -------------------------- |
| Alabama              | 1         |                                      | Bradley Byrne (R)                                          | -                                                                | Bradley Byrne | |                       | Bradley Byrne (R)          |
| Alabama              | 2         | Martha Roby (R)                      | Nathan Mathis - 40,5%                                      | Martha Roby - 58,8%                                              | | Martha Roby (R)                                                                                    |                       |                            |
| Alabama              | 3         | Mike Rogers (R)                      | Jesse Smith - 32,9%                                        | Mike Rogers - 66,9%                                              | | Mike Rogers (R)                                                                                    |                       |                            |
| Alabama              | 4         | Robert Aderholt (R)                  | -                                                          | Robert Aderholt                                                  | | Robert Aderholt (R)                                                                                |                       |                            |
| Alabama              | 5         | Mo Brooks (R)                        | Will Boyd - 33,2%                                          | Mo Brooks - 66,7%                                                | | Mo Brooks (R)                                                                                      |                       |                            |
| Alabama              | 6         | Gary Palmer (R)                      | David Putman - 25,4%                                       | Gary Palmer - 74,5%                                              | | Gary Palmer (R)                                                                                    |                       |                            |
| Alabama              | 7         |                                      | Terri Sewell (D)                                           | Terri Sewell                                                     | - | |                       | Terri Sewell (D)           |
| Alaska               | Unico     |                                      | Don Young (R)                                              | Steve Lindbeck - 36,0%                                           | Don Young - 50,3% | Jim C. McDermott (L) - 10,3% Bernie Souphanavong (I) - 3,0%                                        |                       | Don Young (R)              |
| Arizona              | 1         |                                      | Ann Kirkpatrick (D)                                        | Tom O'Halleran - 50,7%                                           | Paul Babeu - 43,4% | Ray Parrish (V) - 6,0%                                                                             |                       | Tom O'Halleran (D)         |
| Arizona              | 2         |                                      | Martha McSally (R)                                         | Matt Heinz - 43,0%                                               | Martha McSally - 57,0% | |                       | Martha McSally (R)         |
| Arizona              | 3         |                                      | Raúl Grijalva (D)                                          | Raúl Grijalva                                                    | - | |                       | Raúl Grijalva (D)          |
| Arizona              | 4         |                                      | Paul Gosar (R)                                             | Mikel Weisser - 28,5%                                            | Paul Gosar - 71,5% | |                       | Paul Gosar (R)             |
| Arizona              | 5         | Matt Salmon (R)                      | Talia Fuentes - 35,9%                                      | Andy Biggs - 64,1%                                               | | Andy Biggs (R)                                                                                     |                       |                            |
| Arizona              | 6         | David Schweikert (R)                 | John Williamson - 37,9%                                    | David Schweikert - 62,1%                                         | | David Schweikert (R)                                                                               |                       |                            |
| Arizona              | 7         |                                      | Ruben Gallego (D)                                          | Ruben Gallego - 75,2%                                            | Eve Nunez - 24,7% | |                       | Ruben Gallego (D)          |
| Arizona              | 8         |                                      | Trent Franks (R)                                           | -                                                                | Trent Franks - 68,5% | Mark Salazar (V) - 31,4%                                                                           |                       | Trent Franks (R)           |
| Arizona              | 9         |                                      | Kyrsten Sinema (D)                                         | Kyrsten Sinema - 60,9%                                           | Dave Giles - 39,1% | |                       | Kyrsten Sinema (D)         |
| Arkansas             | 1         |                                      | Rick Crawford (R)                                          | -                                                                | Rick Crawford - 76,3% | Mark West (L) - 23,7%                                                                              |                       | Rick Crawford (R)          |
| Arkansas             | 2         | French Hill (R)                      | Dianne Curry - 36,8%                                       | French Hill - 58,4%                                              | Chris Hayes (L) - 4,7% | French Hill (R)                                                                                    |                       |                            |
| Arkansas             | 3         | Steve Womack (R)                     | -                                                          | Steve Womack - 77,3%                                             | Steve Isaacson (L) - 22,7% | Steve Womack (R)                                                                                   |                       |                            |
| Arkansas             | 4         | Bruce Westerman (R)                  | -                                                          | Bruce Westerman - 74,9%                                          | Kerry Hicks (L) - 25,1% | Bruce Westerman (R)                                                                                |                       |                            |
| California           | 1         | Doug LaMalfa (R)                     | Jim Reed - 40,9%                                           | Doug LaMalfa - 59,1%                                             | | Doug LaMalfa (R)                                                                                   |                       |                            |
| California           | 2         |                                      | Jared Huffman (D)                                          | Jared Huffman - 76,9%                                            | Dale Mensing - 23,1% | |                       | Jared Huffman (D)          |
| California           | 3         | John Garamendi (D)                   | John Garamendi - 59,4%                                     | Eugene Cleek - 40,6%                                             | | John Garamendi (D)                                                                                 |                       |                            |
| California           | 4         |                                      | Tom McClintock (R)                                         | Bob Derlet - 37,3%                                               | Tom McClintock - 62,7% | |                       | Tom McClintock (R)         |
| California           | 5         |                                      | Mike Thompson (D)                                          | Mike Thompson - 76,9%                                            | Carlos Santamaria - 23,1% | |                       | Mike Thompson (D)          |
| California           | 6         | Doris Matsui (D)                     | Doris Matsui - 75,4%                                       | Bob Evans - 24,6%                                                | | Doris Matsui (D)                                                                                   |                       |                            |
| California           | 7         | Ami Bera (D)                         | Ami Bera - 51,2%                                           | Scott Jones - 48,8%                                              | | Ami Bera (D)                                                                                       |                       |                            |
| California           | 8         |                                      | Paul Cook (R)                                              | Rita Ramirez - 37,7%                                             | Paul Cook - 62,3% | |                       | Paul Cook (R)              |
| California           | 9         |                                      | Jerry McNerney (D)                                         | Jerry McNerney - 57,4%                                           | Tony Amador - 42,6% | |                       | Jerry McNerney (D)         |
| California           | 10        |                                      | Jeff Denham (R)                                            | Michael Eggman - 48,3                                            | Jeff Denham - 51,7% | |                       | Jeff Denham (R)            |
| California           | 11        |                                      | Mark DeSaulnier (D)                                        | Mark DeSaulnier - 72,1%                                          | Roger Petersen - 27,9% | |                       | Mark DeSaulnier (D)        |
| California           | 12        | Nancy Pelosi (D)                     | Nancy Pelosi - 80,9%                                       | -                                                                | Preston Picus - 19,1% | Nancy Pelosi (D)                                                                                   |                       |                            |
| California           | 13        | Barbara Lee (D)                      | Barbara Lee - 90,8%                                        | Sue Caro - 9,2%                                                  | | Barbara Lee (D)                                                                                    |                       |                            |
| California           | 14        | Jackie Speier (D)                    | Jackie Speier - 80,9%                                      | Angel Cardenas - 19,1%                                           | | Jackie Speier (D)                                                                                  |                       |                            |
| California           | 15        | Eric Swalwell (D)                    | Eric Swalwell - 73,8%                                      | Danny Turner - 26,2%                                             | | Eric Swalwell (D)                                                                                  |                       |                            |
| California           | 16        | Jim Costa (D)                        | Jim Costa - 58,0%                                          | Johnny Tacherra - 42,0%                                          | | Jim Costa (D)                                                                                      |                       |                            |
| California           | 17        | Mike Honda (D)                       | Ro Khanna - 61,0% Mike Honda - 39,0%                       | --                                                               | | Ro Khanna (D)                                                                                      |                       |                            |
| California           | 18        | Anna Eshoo (D)                       | Anna Eshoo - 71,1%                                         | Richard Fox - 28,9%                                              | | Anna Eshoo (D)                                                                                     |                       |                            |
| California           | 19        | Zoe Lofgren (D)                      | Zoe Lofgren - 73,9%                                        | Burt Lancaster - 26,1%                                           | | Zoe Lofgren (D)                                                                                    |                       |                            |
| California           | 20        | Sam Farr (D)                         | Jimmy Panetta - 70,6%                                      | Casey Lucius - 29,4%                                             | | Jimmy Panetta (D)                                                                                  |                       |                            |
| California           | 21        |                                      | David Valadao (R)                                          | Emilio Huerta - 43,3%                                            | David Valadao - 56,7% | |                       | David Valadao (R)          |
| California           | 22        | Devin Nunes (R)                      | Louie Campos - 32,4%                                       | Devin Nunes - 67,6%                                              | | Devin Nunes (R)                                                                                    |                       |                            |
| California           | 23        | Kevin McCarthy (R)                   | Wendy Reed - 30,8%                                         | Kevin McCarthy - 69,2%                                           | | Kevin McCarthy (R)                                                                                 |                       |                            |
| California           | 24        |                                      | Lois Capps (D)                                             | Salud Carbajal - 53,4%                                           | Justin Fareed - 46,6% | |                       | Salud Carbajal (D)         |
| California           | 25        |                                      | Steve Knight (R)                                           | Bryan Caforio - 46,9%                                            | Steve Knight - 53,1% | |                       | Steve Knight (R)           |
| California           | 26        |                                      | Julia Brownley (D)                                         | Julia Brownley - 60,4%                                           | Rafael Dagnesses - 39,6% | |                       | Julia Brownley (D)         |
| California           | 27        | Judy Chu (D)                         | Judy Chu - 67,4%                                           | Jack Orswell - 32,6%                                             | | Judy Chu (D)                                                                                       |                       |                            |
| California           | 28        | Adam Schiff (D)                      | Adam Schiff - 78,0%                                        | Lenore Solis - 22,0%                                             | | Adam Schiff (D)                                                                                    |                       |                            |
| California           | 29        | Tony Cardenas (D)                    | Tony Cardenas - 74,7% Richard Alarcon - 25,3%              | -                                                                | | Tony Cardenas (D)                                                                                  |                       |                            |
| California           | 30        | Brad Sherman (D)                     | Brad Sherman - 72,6%                                       | Mark Reed - 27,4%                                                | | Brad Sherman (D)                                                                                   |                       |                            |
| California           | 31        | Pete Aguilar (D)                     | Pete Aguilar - 56,1%                                       | Paul Chabot - 43,9%                                              | | Pete Aguilar (D)                                                                                   |                       |                            |
| California           | 32        | Grace Napolitano (D)                 | Grace Napolitano - 61,6% Roger Hernandez - 38,4%           | -                                                                | | Grace Napolitano (D)                                                                               |                       |                            |
| California           | 33        | Ted Lieu (D)                         | Ted Lieu - 66,4%                                           | Kenneth Wright - 33,6%                                           | | Ted Lieu (D)                                                                                       |                       |                            |
| California           | 34        | Xavier Becerra (D)                   | Xavier Becerra - 77,2% Adrienne Edwards - 22,8%            | -                                                                | | Xavier Becerra (D)                                                                                 |                       |                            |
| California           | 35        | Norma Torres (D)                     | Norma Torres - 72,4%                                       | Tyler Fischella - 27,6%                                          | | Norma Torres (D)                                                                                   |                       |                            |
| California           | 36        | Raul Ruiz (D)                        | Raul Ruiz - 62,1%                                          | Jeff Stone - 37,9%                                               | | Raul Ruiz (D)                                                                                      |                       |                            |
| California           | 37        | Karen Bass (D)                       | Karen Bass - 81,1% Chris Wiggins - 17,9%                   | -                                                                | | Karen Bass (D)                                                                                     |                       |                            |
| California           | 38        | Linda Sánchez (D)                    | Linda Sánchez - 70,5%                                      | Ryan Downing - 29,5%                                             | | Linda Sánchez (D)                                                                                  |                       |                            |
| California           | 39        |                                      | Ed Royce (R)                                               | Brett Murdock - 42,8%                                            | Ed Royce - 57,2% | |                       | Ed Royce (R)               |
| California           | 40        |                                      | Lucille Roybal-Allard (D)                                  | Lucille Roybal-Allard - 71,4%                                    | - | Roman Gabriel Gonzalez - 28,6%                                                                     |                       | Lucille Roybal-Allard (D)  |
| California           | 41        | Mark Takano (D)                      | Mark Takano - 65,0%                                        | Doug Shepherd - 35,0%                                            | | Mark Takano (D)                                                                                    |                       |                            |
| California           | 42        |                                      | Ken Calvert (R)                                            | Tim Sheridan - 41,2%                                             | Ken Calvert - 58,8% | |                       | Ken Calvert (R)            |
| California           | 43        |                                      | Maxine Waters (D)                                          | Maxine Waters - 76,1%                                            | Omar Navarro - 23,9% | |                       | Maxine Waters (D)          |
| California           | 44        | Janice Hahn (D)                      | Nanette Barragán - 52,2% Isadore Hall - 47,8%              | -                                                                | | Nanette Barragán (D)                                                                               |                       |                            |
| California           | 45        |                                      | Mimi Walters (R)                                           | Ron Varasteh - 41,4%                                             | Mimi Walters - 58,6% | |                       | Mimi Walters (R)           |
| California           | 46        |                                      | Loretta Sanchez (D)                                        | Lou Correa - 70,0% Bao Nguyen - 30,0%                            | - | |                       | Lou Correa (D)             |
| California           | 47        | Alan Lowenthal (D)                   | Alan Lowenthal - 63,6%                                     | Andy Whallon - 36,3%                                             | | Alan Lowenthal (D)                                                                                 |                       |                            |
| California           | 48        |                                      | Dana Rohrabacher (R)                                       | Suzanne Savary - 41,7%                                           | Dana Rohrabacher - 58,3% | |                       | Dana Rohrabacher (R)       |
| California           | 49        | Darrell Issa (R)                     | Doug Applegate - 49,7%                                     | Darrell Issa - 50,3%                                             | | Darrell Issa (R)                                                                                   |                       |                            |
| California           | 50        | Duncan D. Hunter (R)                 | Patrick Malloy - 36,5%                                     | Duncan D. Hunter - 63,5%                                         | | Duncan D. Hunter (R)                                                                               |                       |                            |
| California           | 51        |                                      | Juan Vargas (D)                                            | Juan Vargas - 72,8%                                              | Juan Hidalgo - 27,2% | |                       | Juan Vargas (D)            |
| California           | 52        | Scott Peters (D)                     | Scott Peters - 56,5%                                       | Denise Gitsham - 43,5%                                           | | Scott Peters (D)                                                                                   |                       |                            |
| California           | 53        | Susan Davis (D)                      | Susan Davis - 67,0%                                        | James Veltmeyer - 33,0%                                          | | Susan Davis (D)                                                                                    |                       |                            |
| Carolina del Nord    | 1         | G. K. Butterfield (D)                | G. K. Butterfield - 68,6%                                  | H. Powell Dew - 29,0%                                            | J. J. Summerell (L) - 2.4% | G. K. Butterfield (D)                                                                              |                       |                            |
| Carolina del Nord    | 2         |                                      | Renee Ellmers (R)                                          | John McNeil - 43,3%                                              | George Holding - 56,7% | |                       | George Holding (R)         |
| Carolina del Nord    | 3         | Walter Jones (R)                     | Ernest Reeves - 32,8%                                      | Walter Jones - 67,2%                                             | | Walter Jones (R)                                                                                   |                       |                            |
| Carolina del Nord    | 4         |                                      | David Price (D)                                            | David Price - 68,2%                                              | Sue Googe - 31,8% | |                       | David Price (D)            |
| Carolina del Nord    | 5         |                                      | Virginia Foxx (R)                                          | Josh Brannon - 41,6%                                             | Virginia Foxx - 58,4% | |                       | Virginia Foxx (R)          |
| Carolina del Nord    | 6         | Mark Walker (R)                      | Pete Glidewell - 40,8%                                     | Mark Walker - 59,2%                                              | | Mark Walker (R)                                                                                    |                       |                            |
| Carolina del Nord    | 7         | David Rouzer (R)                     | J. Wesley Casteen - 39,1%                                  | David Rouzer - 60,9%                                             | | David Rouzer (R)                                                                                   |                       |                            |
| Carolina del Nord    | 8         | Richard Hudson (R)                   | Thomas Mills - 41,2%                                       | Richard Hudson - 58,8%                                           | | Richard Hudson (R)                                                                                 |                       |                            |
| Carolina del Nord    | 9         | Robert Pittenger (R)                 | Christian Cano - 41,8%                                     | Robert Pittenger - 58,2%                                         | | Robert Pittenger (R)                                                                               |                       |                            |
| Carolina del Nord    | 10        | Patrick McHenry (R)                  | Andy Millard - 36,9%                                       | Patrick McHenry - 63,1%                                          | | Patrick McHenry (R)                                                                                |                       |                            |
| Carolina del Nord    | 11        | Mark Meadows (R)                     | Rick Bryson - 35,9%                                        | Mark Meadows - 64,1%                                             | | Mark Meadows (R)                                                                                   |                       |                            |
| Carolina del Nord    | 12        |                                      | Alma Adams (D)                                             | Alma Adams - 67,0%                                               | Leon Threatt - 33,0% | |                       | Alma Adams (D)             |
| Carolina del Nord    | 13        |                                      | George Holding (R)                                         | Bruce Davis - 43,9%                                              | Ted Budd - 56,1% | |                       | Ted Budd (R)               |
| Carolina del Sud     | 1         | Mark Sanford (R)                     | Dimitri Cherny - 36,8%                                     | Mark Sanford - 58,6%                                             | Michael Crier (L) - 3,6% Albert Travison (A) - 0,9%                                                                           | Mark Sanford (R)                                                                                   |                       |                            |
| Carolina del Sud     | 2         | Joe Wilson (R)                       | Arik Bjorn - 35,9%                                         | Joe Wilson - 60,3%                                               | Eddie McCain (A) - 3,8% | Joe Wilson (R)                                                                                     |                       |                            |
| Carolina del Sud     | 3         | Jeff Duncan (R)                      | Hosea Cleveland - 27,1%                                    | Jeff Duncan - 72,8%                                              | | Jeff Duncan (R)                                                                                    |                       |                            |
| Carolina del Sud     | 4         | Trey Gowdy (R)                       | Chris Fedalei - 31,0%                                      | Trey Gowdy - 67,2%                                               | Michael Chandler (C) - 1,7%                                                                                                   | Trey Gowdy (R)                                                                                     |                       |                            |
| Carolina del Sud     | 5         | Mick Mulvaney (R)                    | Fran Person - 38,7%                                        | Mick Mulvaney - 59,2%                                            | Rudy Barnes (A) - 2,0% | Mick Mulvaney (R)                                                                                  |                       |                            |
| Carolina del Sud     | 6         |                                      | Jim Clyburn (D)                                            | Jim Clyburn - 70,1%                                              | Laura Sterling - 27,6% | Rich Piotrowski (L) - 1,2% Prince Mallory (V) - 1,0%                                               |                       | Jim Clyburn (D)            |
| Carolina del Sud     | 7         |                                      | Tom Rice (R)                                               | Mal Hyman - 39,0%                                                | Tom Rice - 61,0% | |                       | Tom Rice (R)               |
| Colorado             | 1         |                                      | Diana DeGette (D)                                          | Diana DeGette - 67,9%                                            | Casper Stockham - 27,7% | Darrell Dinges (L) - 4,4%                                                                          |                       | Diana DeGette (D)          |
| Colorado             | 2         | Jared Polis (D)                      | Jared Polis - 56,9%                                        | Nic Morse - 37,2%                                                | Richard Longstreth (L) - 5,9%                                                                                                 | Jared Polis (D)                                                                                    |                       |                            |
| Colorado             | 3         |                                      | Scott Tipton (R)                                           | Gail Schwartz - 40,4%                                            | Scott Tipton - 54,6% | Gaylon Kent (L) - 5,0%                                                                             |                       | Scott Tipton (R)           |
| Colorado             | 4         | Ken Buck (R)                         | Bob Seay - 31,5%                                           | Ken Buck - 63,6%                                                 | Bruce Griffith (L) - 4,8% | Ken Buck (R)                                                                                       |                       |                            |
| Colorado             | 5         | Doug Lamborn (R)                     | Misty Plowright - 30,8%                                    | Doug Lamborn - 62,3%                                             | Mike McRedmond (L) - 6,9% | Doug Lamborn (R)                                                                                   |                       |                            |
| Colorado             | 6         | Mike Coffman (R)                     | Morgan Carroll - 42,6%                                     | Mike Coffman - 50,9%                                             | Norm Olsen (L) - 5,0% Robert Lee Worthey (V) - 1,5%                                                                           | Mike Coffman (R)                                                                                   |                       |                            |
| Colorado             | 7         |                                      | Ed Perlmutter (D)                                          | Ed Perlmutter - 55,2%                                            | George Athanasopoulos - 39,8%                                                                                                 | Martin Buchanan (L) - 5,0%                                                                         |                       | Ed Perlmutter (D)          |
| Connecticut          | 1         | John Larson (D)                      | John Larson - 64,1%                                        | Matthew Corey - 33,8%                                            | Mike DeRosa (V) - 2,1% | John Larson (D)                                                                                    |                       |                            |
| Connecticut          | 2         | Joe Courtney (D)                     | Joe Courtney - 63,2%                                       | Daria Novak - 33,7%                                              | Jonathan Pelto (V) - 1,6% Dan Reale (L) - 1,5%                                                                                | Joe Courtney (D)                                                                                   |                       |                            |
| Connecticut          | 3         | Rosa DeLauro (D)                     | Rosa DeLauro - 69,0%                                       | Angel Cadena - 31,0%                                             | | Rosa DeLauro (D)                                                                                   |                       |                            |
| Connecticut          | 4         | Jim Himes (D)                        | Jim Himes - 59,9%                                          | John Shaban - 40,1%                                              | | Jim Himes (D)                                                                                      |                       |                            |
| Connecticut          | 5         | Elizabeth Esty (D)                   | Elizabeth Esty - 58,0%                                     | Clay Cope - 42,0%                                                | | Elizabeth Esty (D)                                                                                 |                       |                            |
| Dakota del Nord      | Unico     |                                      | Kevin Cramer (R)                                           | Chase Iron Eyes - 23,8%                                          | Kevin Cramer - 69,1% | Jack Seaman (L) - 7,0%                                                                             |                       | Kevin Cramer (R)           |
| Dakota del Sud       | Unico     | Kristi Noem (R)                      | Paula Hawks - 35,9%                                        | Kristi Noem - 64,1%                                              | | Kristi Noem (R)                                                                                    |                       |                            |
| Delaware             | Unico     |                                      | John Carney (D)                                            | Lisa Blunt Rochester - 55,5%                                     | Hans Reigle - 41,0% | Mark Perri (V) - 2,0% Scott Gesty (L) - 1,5%                                                       |                       | Lisa Blunt Rochester (D)   |
| Florida              | 1         |                                      | Jeff Miller (R)                                            | Steven Specht - 30,9%                                            | Matt Gaetz - 69,1% | |                       | Matt Gaetz (R)             |
| Florida              | 2         |                                      | Gwen Graham (D)                                            | Walter Dartland - 29,9%                                          | Neal Dunn - 67,3% | Rob Lapham (L) - 2,7%                                                                              | Neal Dunn (R)         |                            |
| Florida              | 3         |                                      | Ted Yoho (R)                                               | Ken McGurn - 39,8%                                               | Ted Yoho - 56,6% | Tom Wells (I) - 3,7%                                                                               | Ted Yoho (R)          |                            |
| Florida              | 4         | Ander Crenshaw (R)                   | David Bruderly - 27,6%                                     | John Rutherford - 70,2%                                          | Gary L. Koniz (I) -2,2% | John Rutherford (R)                                                                                |                       |                            |
| Florida              | 5         |                                      | Corrine Brown (D)                                          | Al Lawson - 64,2%                                                | Glo Smith - 35,8% | |                       | Al Lawson (D)              |
| Florida              | 6         |                                      | Ron DeSantis (R)                                           | Bill McCullough - 41,4%                                          | Ron DeSantis - 58,6% | |                       | Ron DeSantis (R)           |
| Florida              | 7         | John Mica (R)                        | Stephanie Murphy - 51,5%                                   | John Mica - 48,5%                                                | | | Stephanie Murphy (D)  |                            |
| Florida              | 8         | Bill Posey (R)                       | Corry Westbrook - 32,6%                                    | Bill Posey - 63,1%                                               | Bill Stinson (I) - 4,3% | | Bill Posey (R)        |                            |
| Florida              | 9         |                                      | Alan Grayson (D)                                           | Darren Soto - 57,5%                                              | Wayne Liebnitzky - 42,5% | |                       | Darren Soto (D)            |
| Florida              | 10        |                                      | Daniel Webster (R)                                         | Val Demings - 64,9%                                              | Thuy Lowe - 35,1% | | Val Demings (D)       |                            |
| Florida              | 11        | Rich Nugent (R)                      | Dave Koller - 31,6%                                        | Dan Webster - 65,4%                                              | Bruce Ray Riggs (I) - 3,0% | | Daniel Webster (R)    |                            |
| Florida              | 12        | Gus Bilirakis (R)                    | Robert Tager - 31,4%                                       | Gus Bilirakis - 68,6%                                            | | Gus Bilirakis (R)                                                                                  |                       |                            |
| Florida              | 13        | David Jolly (R)                      | Charlie Crist - 51,9%                                      | David Jolly - 48,1%                                              | | | Charlie Crist (D)     |                            |
| Florida              | 14        |                                      | Kathy Castor (D)                                           | Kathy Castor - 61,8%                                             | Christine Quinn - 38,2% | | Kathy Castor (D)      |                            |
| Florida              | 15        |                                      | Dennis Ross (R)                                            | Jim Lange - 42,5%                                                | Dennis Ross - 57,5% | |                       | Dennis Ross (R)            |
| Florida              | 16        | Vern Buchanan (R)                    | Jan Schneider - 40,2%                                      | Vern Buchanan - 59,8%                                            | | Vern Buchanan (R)                                                                                  |                       |                            |
| Florida              | 17        | Tom Rooney (R)                       | April Freeman - 34,2%                                      | Tom Rooney - 61,8%                                               | John Sawyer (I) - 3,9% | Tom Rooney (R)                                                                                     |                       |                            |
| Florida              | 18        |                                      | Patrick Murphy (D)                                         | Randy Perkins - 43,1%                                            | Brian Mast - 53,6% | Carla Spalding (I) - 3,3%                                                                          | Brian Mast (R)        |                            |
| Florida              | 19        |                                      | Curt Clawson (R)                                           | Robert Neeld - 34,1%                                             | Francis Rooney - 65,9% | | Francis Rooney (R)    |                            |
| Florida              | 20        |                                      | Alcee Hastings (D)                                         | Alcee Hastings - 80,3%                                           | Gary Stein - 19,7% | |                       | Alcee Hastings (D)         |
| Florida              | 21        | Ted Deutch (D)                       | Lois Frankel - 62,7%                                       | Paul Spain - 35,1%                                               | Mike Trout (I) - 2,2% | Lois Frankel (D)                                                                                   |                       |                            |
| Florida              | 22        | Lois Frankel (D)                     | Ted Deutch - 58,9%                                         | Andrea Leigh McGee - 41,1%                                       | | Ted Deutch (D)                                                                                     |                       |                            |
| Florida              | 23        | Debbie Wasserman Schultz (D)         | Debbie Wasserman Schultz - 56,7%                           | Joe Kaufman - 40,5%                                              | Don Endriss (I) - 1,6% Lyle Milstein (I) - 1,2%                                                                               | Debbie Wasserman Schultz (D)                                                                       |                       |                            |
| Florida              | 24        | Frederica Wilson (D)                 | Frederica Wilson                                           | -                                                                | | Frederica Wilson (D)                                                                               |                       |                            |
| Florida              | 25        |                                      | Mario Díaz-Balart (R)                                      | Alina Valdes - 37,6%                                             | Mario Díaz-Balart - 62,4% | |                       | Mario Díaz-Balart (R)      |
| Florida              | 26        | Carlos Curbelo (R)                   | Joe Garcia - 41,2%                                         | Carlos Curbelo - 53,0%                                           | Jose Peixoto (I) - 5,9% | Carlos Curbelo (R)                                                                                 |                       |                            |
| Florida              | 27        | Ileana Ros-Lehtinen (R)              | Scott Fuhrman - 45,1%                                      | Ileana Ros-Lehtinen - 54,9%                                      | | Ileana Ros-Lehtinen (R)                                                                            |                       |                            |
| Georgia              | 1         | Buddy Carter (R)                     | -                                                          | Buddy Carter                                                     | | Buddy Carter (R)                                                                                   |                       |                            |
| Georgia              | 2         |                                      | Sanford Bishop (D)                                         | Sanford Bishop - 61,2%                                           | Greg Duke - 38,8% | |                       | Sanford Bishop (D)         |
| Georgia              | 3         |                                      | Lynn Westmoreland (R)                                      | Angela Pendley - 31,6%                                           | Drew Ferguson - 68,4% | |                       | Drew Ferguson (R)          |
| Georgia              | 4         |                                      | Hank Johnson (D)                                           | Hank Johnson - 75,7%                                             | Victor Armendariz - 24,3% | |                       | Hank Johnson (D)           |
| Georgia              | 5         | John Lewis (D)                       | John Lewis - 84,4%                                         | Douglas Bell - 15,6%                                             | | John Lewis (D)                                                                                     |                       |                            |
| Georgia              | 6         |                                      | Tom Price (R)                                              | Rodney Stooksbury - 38,3%                                        | Tom Price - 61,7% | |                       | Tom Price (R)              |
| Georgia              | 7         | Rob Woodall (R)                      | Rashid Malik - 39,6%                                       | Rob Woodall - 60,4%                                              | | Rob Woodall (R)                                                                                    |                       |                            |
| Georgia              | 8         | Austin Scott (R)                     | James Harris - 32,4%                                       | Austin Scott - 67,6%                                             | | Austin Scott (R)                                                                                   |                       |                            |
| Georgia              | 9         | Doug Collins (R)                     | -                                                          | Doug Collins                                                     | | Doug Collins (R)                                                                                   |                       |                            |
| Georgia              | 10        | Jody Hice (R)                        | -                                                          | Jody Hice                                                        | | Jody Hice (R)                                                                                      |                       |                            |
| Georgia              | 11        | Barry Loudermilk (R)                 | Don Wilson - 32,6%                                         | Barry Loudermilk - 67,4%                                         | | Barry Loudermilk (R)                                                                               |                       |                            |
| Georgia              | 12        | Rick Allen (R)                       | Tricia McCracken - 38,4%                                   | Rick Allen - 61,6%                                               | | Rick Allen (R)                                                                                     |                       |                            |
| Georgia              | 13        |                                      | David Scott (D)                                            | David Scott                                                      | - | |                       | David Scott (D)            |
| Georgia              | 14        |                                      | Tom Graves (R)                                             | -                                                                | Tom Graves | |                       | Tom Graves (R)             |
| Hawaii               | 1         |                                      | Mark Takai (D)                                             | Colleen Hanabusa - 71,9%                                         | Shirlene Ostrov - 22,7% | Alan Yim (L) - 3,3% Calvin Griffin (V) - 2,2%                                                      |                       | Colleen Hanabusa (D)       |
| Hawaii               | 2         | Tulsi Gabbard (D)                    | Tulsi Gabbard - 81,2%                                      | Angela Kaaihue - 18,8%                                           | | Tulsi Gabbard (D)                                                                                  |                       |                            |
| Idaho                | 1         |                                      | Raúl Labrador (R)                                          | James Piotrowski - 31,8%                                         | Raúl Labrador - 68,2% | |                       | Raúl Labrador (R)          |
| Idaho                | 2         | Mike Simpson (R)                     | Jennifer Martinez - 29,4%                                  | Mike Simpson - 62,9%                                             | Anthony Tomkins (C) - 7,7% | Mike Simpson (R)                                                                                   |                       |                            |
| Illinois             | 1         |                                      | Bobby Rush (D)                                             | Bobby Rush - 74,1%                                               | August Deuser - 25,9% | |                       | Bobby Rush (D)             |
| Illinois             | 2         | Robin Kelly (D)                      | Robin Kelly - 79,8%                                        | John Morrow - 20,2%                                              | | Robin Kelly (D)                                                                                    |                       |                            |
| Illinois             | 3         | Dan Lipinski (D)                     | Dan Lipinski                                               | -                                                                | | Dan Lipinski (D)                                                                                   |                       |                            |
| Illinois             | 4         | Luis Gutiérrez (D)                   | Luis Gutiérrez                                             | -                                                                | | Luis Gutiérrez (D)                                                                                 |                       |                            |
| Illinois             | 5         | Mike Quigley (D)                     | Mike Quigley - 67,8%                                       | Vince Kolber - 27,5%                                             | Rob Sherman (V) - 4,7% | Mike Quigley (D)                                                                                   |                       |                            |
| Illinois             | 6         |                                      | Peter Roskam (R)                                           | Amanda Howland - 40,8%                                           | Peter Roskam - 59,2% | |                       | Peter Roskam (R)           |
| Illinois             | 7         |                                      | Danny Davis (D)                                            | Danny Davis - 84,2%                                              | Jeffrey Leef - 15,8% | |                       | Danny Davis (D)            |
| Illinois             | 8         | Tammy Duckworth (D)                  | Raja Krishnamoorthi - 58,3%                                | Pete DiCianni - 41,7%                                            | | Raja Krishnamoorthi (D)                                                                            |                       |                            |
| Illinois             | 9         | Jan Schakowsky (D)                   | Jan Schakowsky - 66,5%                                     | Joan McCarthy Lasonde - 33,5%                                    | | Jan Schakowsky (D)                                                                                 |                       |                            |
| Illinois             | 10        |                                      | Bob Dold (R)                                               | Brad Schneider - 52,6%                                           | Bob Dold - 47,4% | | Brad Schneider (D)    |                            |
| Illinois             | 11        |                                      | Bill Foster (D)                                            | Bill Foster - 60,4%                                              | Tonia Khouri - 39,6% | | Bill Foster (D)       |                            |
| Illinois             | 12        |                                      | Mike Bost (R)                                              | C.J. Baricevic - 39,7%                                           | Mike Bost - 54,3% | Paula Bradshaw (V) - 6,0%                                                                          |                       | Mike Bost (R)              |
| Illinois             | 13        | Rodney Davis (R)                     | Mark Wicklund - 40,3%                                      | Rodney Davis - 59,7%                                             | | Rodney Davis (R)                                                                                   |                       |                            |
| Illinois             | 14        | Randy Hultgren (R)                   | Jim Walz - 40,7%                                           | Randy Hultgren - 59,3%                                           | | Randy Hultgren (R)                                                                                 |                       |                            |
| Illinois             | 15        | John Shimkus (R)                     | -                                                          | John Shimkus                                                     | | John Shimkus (R)                                                                                   |                       |                            |
| Illinois             | 16        | Adam Kinzinger (R)                   | -                                                          | Adam Kinzinger                                                   | | Adam Kinzinger (R)                                                                                 |                       |                            |
| Illinois             | 17        |                                      | Cheri Bustos (D)                                           | Cheri Bustos - 60,3%                                             | Patrick Harlan - 39,7% | |                       | Cheri Bustos (D)           |
| Illinois             | 18        |                                      | Darin LaHood (R)                                           | Junius Rodriguez - 27,9%                                         | Darin LaHood - 72,1% | |                       | Darin LaHood (R)           |
| Indiana              | 1         |                                      | Pete Visclosky (D)                                         | Pete Visclosky - 81,5%                                           | - | Donna Dunn (L) - 18,5%                                                                             |                       | Pete Visclosky (D)         |
| Indiana              | 2         |                                      | Jackie Walorski (R)                                        | Lynn Coleman - 36,9%                                             | Jackie Walorski - 59,3% | Ron Chenkush (L) - 3,8%                                                                            |                       | Jackie Walorski (R)        |
| Indiana              | 3         | Marlin Stutzman (R)                  | Tommy Schrader - 23,0%                                     | Jim Banks - 70,1%                                                | Pepper Snyder (L) - 6,9% | Jim Banks (R)                                                                                      |                       |                            |
| Indiana              | 4         | Todd Rokita (R)                      | John Dale - 30,5%                                          | Todd Rokita - 64,6%                                              | Steve Mayoras (L) - 4,9% | Todd Rokita (R)                                                                                    |                       |                            |
| Indiana              | 5         | Susan Brooks (R)                     | Angela Demaree - 34,3%                                     | Susan Brooks - 61,5%                                             | Matt Wittlief (L) - 4,2% | Susan Brooks (R)                                                                                   |                       |                            |
| Indiana              | 6         | Luke Messer (R)                      | Barry Welsh - 26,7%                                        | Luke Messer - 69,1%                                              | Rich Turvey (L) - 4,2% | Luke Messer (R)                                                                                    |                       |                            |
| Indiana              | 7         |                                      | André Carson (D)                                           | André Carson - 60,0%                                             | Cat Ping - 35,7% | Drew Thompson (L) - 4,3%                                                                           |                       | André Carson (D)           |
| Indiana              | 8         |                                      | Larry Bucshon (R)                                          | Ron Drake - 31,6%                                                | Larry Bucshon - 63,7% | Andrew Horning (L) - 4,6%                                                                          |                       | Larry Bucshon (R)          |
| Indiana              | 9         | Todd Young (R)                       | Shelli Yoder - 40,5%                                       | Trey Hollingsworth - 54,1%                                       | Russell Brooksbank (L) - 5,4%                                                                                                 | Trey Hollingsworth (R)                                                                             |                       |                            |
| Iowa                 | 1         | Rod Blum (R)                         | Monica Vernon - 46,2%                                      | Rod Blum - 53,8%                                                 | | Rod Blum (R)                                                                                       |                       |                            |
| Iowa                 | 2         |                                      | Dave Loebsack (D)                                          | Dave Loebsack - 53,7%                                            | Christopher Peters - 46,3% | |                       | Dave Loebsack (D)          |
| Iowa                 | 3         |                                      | David Young (R)                                            | Jim Mowrer - 39,8%                                               | David Young - 53,5% | Bryan Jack Holder (L) - 3,9% Claudia Addy - 1,6% Joe Grandanette - 1,2%                            |                       | David Young (R)            |
| Iowa                 | 4         | Steve King (R)                       | Kim Weaver - 38,7%                                         | Steve King - 61,3%                                               | | Steve King (R)                                                                                     |                       |                            |
| Kansas               | 1         | Tim Huelskamp (R)                    | -                                                          | Roger Marshall - 66,1%                                           | Alan LaPolice (I) - 26,3% Kerry Burt (L) - 7,5%                                                                               | Roger Marshall (R)                                                                                 |                       |                            |
| Kansas               | 2         | Lynn Jenkins (R)                     | Britani Potter - 32,6%                                     | Lynn Jenkins - 60,9%                                             | James Bales (L) - 6,5% | Lynn Jenkins (R)                                                                                   |                       |                            |
| Kansas               | 3         | Kevin Yoder (R)                      | Jay Sidie - 40,6%                                          | Kevin Yoder - 51,3%                                              | Steven Hohe (L) - 8,1% | Kevin Yoder (R)                                                                                    |                       |                            |
| Kansas               | 4         | Mike Pompeo (R)                      | Dan Giroux - 29,6%                                         | Mike Pompeo - 60,7%                                              | Miranda Allen (I) - 6,9% Gordon Bakken (L) - 2,8%                                                                             | Mike Pompeo (R)                                                                                    |                       |                            |
| Kentucky             | 1         | Ed Whitfield (R)                     | Sam Gaskins - 27,4%                                        | James Comer - 72,6%                                              | James Comer (R) | |                       |                            |
| Kentucky             | 2         | Brett Guthrie (R)                    | -                                                          | Brett Guthrie                                                    | | Brett Guthrie (R)                                                                                  |                       |                            |
| Kentucky             | 3         |                                      | John Yarmuth (D)                                           | John Yarmuth - 63,5%                                             | Harold Bratcher - 36,5% | |                       | John Yarmuth (D)           |
| Kentucky             | 4         |                                      | Thomas Massie (R)                                          | Calvin Sidle - 28,7%                                             | Thomas Massie - 71,3% | |                       | Thomas Massie (R)          |
| Kentucky             | 5         | Hal Rogers (R)                       | -                                                          | Hal Rogers                                                       | | Hal Rogers (R)                                                                                     |                       |                            |
| Kentucky             | 6         | Andy Barr (R)                        | Nancy Jo Kemper - 38,9%                                    | Andy Barr - 61,1%                                                | | Andy Barr (R)                                                                                      |                       |                            |
| Louisiana            | 1         | Steve Scalise (R)                    | Lee Ann Dugas - 12,8% Danil Faust - 3,9% Joe Swider - 2,8% | Steve Scalise - 74,6%                                            | Howard Kearney (L) - 2,9% Eliot Barron (V) - 2,1% Chuemai Yang (I) - 1,0%                                                     | Steve Scalise (R)                                                                                  |                       |                            |
| Louisiana            | 2         |                                      | Cedric Richmond (D)                                        | Cedric Richmond - 69,8% Kip Holden - 20,1% Kenneth Cutno - 10,1% | - | |                       | Cedric Richmond (D)        |
| Louisiana            | 3         |                                      | Charles Boustany (R)                                       | Jacob Hebert - 8,9% Larry Rader - 8,7%                           | Clay Higgins - 26,5%-56,1% (Ball.) Scott Angelle - 28,6%-43,9% (Ball.) (Altri 6 candidati)                                    | Guy McLendon (L) - 0,9% Kenny Scelfo (I) - 0,8%                                                    |                       | Clay Higgins (R)           |
| Louisiana            | 4         | John Fleming (R)                     | Marshall Jones - 34,8% (Ball.)                             | Mike Johnson - 65,2% (Ball.)                                     | | Mike Johnson (R)                                                                                   |                       |                            |
| Louisiana            | 5         | Ralph Abraham (R)                    | -                                                          | Ralph Abraham - 81,6% Billy Burkette - 18,4%                     | | Ralph Abraham (R)                                                                                  |                       |                            |
| Louisiana            | 6         | Garret Graves (R)                    | Richard Lieberman - 14,9% Jermaine Sampson - 9,0%          | Garret Graves - 62,7% Bob Bell - 10,1%                           | Richard Fontanesi (L) - 2,3% Devin Graham (I) - 1,0%                                                                          | Garret Graves (R)                                                                                  |                       |                            |
| Maine                | 1         |                                      | Chellie Pingree (D)                                        | Chellie Pingree - 58,0%                                          | Mark Holbrook - 42,0% | |                       | Chellie Pingree (D)        |
| Maine                | 2         |                                      | Bruce Poliquin (R)                                         | Emily Cain - 45,2%                                               | Bruce Poliquin - 54,8% | |                       | Bruce Poliquin (R)         |
| Maryland             | 1         | Andy Harris (R)                      | Joe Werner - 28,6%                                         | Andy Harris - 67,0%                                              | Matt Beers (L) - 4,2% | Andy Harris (R)                                                                                    |                       |                            |
| Maryland             | 2         |                                      | Dutch Ruppersberger (D)                                    | Dutch Ruppersberger - 62,1%                                      | Pat McDonough - 33,1% | Kristin Kasprzak (L) - 4,6%                                                                        |                       | Dutch Ruppersberger (D)    |
| Maryland             | 3         | John Sarbanes (D)                    | John Sarbanes - 63,2%                                      | Mark Plaster - 33,9%                                             | Eze Nnabu (V) - 2,8% | John Sarbanes (D)                                                                                  |                       |                            |
| Maryland             | 4         | Donna Edwards (D)                    | Anthony Brown - 74,1%                                      | George McDermott - 21,4%                                         | Kamesha Clark (V) - 2,6% Ben Krause (L) - 1,8%                                                                                | Anthony Brown (D)                                                                                  |                       |                            |
| Maryland             | 5         | Steny Hoyer (D)                      | Steny Hoyer - 67,4%                                        | Mark Arness - 29,4%                                              | Jason Summers (L) - 3,1% | Steny Hoyer (D)                                                                                    |                       |                            |
| Maryland             | 6         | John Delaney (D)                     | John Delaney - 56,0%                                       | Amie Hoeber - 40,1%                                              | David Howser (L) - 2,1% George Gluck (V) - 1,8%                                                                               | John Delaney (D)                                                                                   |                       |                            |
| Maryland             | 7         | Elijah Cummings (D)                  | Elijah Cummings - 74,9%                                    | Corrogan Vaughn - 21,8%                                          | Myles Hoenig (V) - 3,0% | Elijah Cummings (D)                                                                                |                       |                            |
| Maryland             | 8         | Chris Van Hollen (D)                 | Jamie Raskin - 60,6%                                       | Dan Cox - 34,2%                                                  | Nancy Wallace (V) - 3,1% Jasen Wunder (L) - 2,0%                                                                              | Jamie Raskin (D)                                                                                   |                       |                            |
| Massachusetts        | 1         | Richard Neal (D)                     | Richard Neal - 73,3%                                       | -                                                                | Frederick Mayock (I) - 17,9% Thomas Simmons (L) - 8,6%                                                                        | Richard Neal (D)                                                                                   |                       |                            |
| Massachusetts        | 2         | Jim McGovern (D)                     | Jim McGovern                                               | -                                                                | | Jim McGovern (D)                                                                                   |                       |                            |
| Massachusetts        | 3         | Niki Tsongas (D)                     | Niki Tsongas - 68,7%                                       | Ann Wofford - 31,2%                                              | | Niki Tsongas (D)                                                                                   |                       |                            |
| Massachusetts        | 4         | Joe Kennedy (D)                      | Joe Kennedy - 70,1%                                        | David Rosa - 29,8%                                               | | Joe Kennedy (D)                                                                                    |                       |                            |
| Massachusetts        | 5         | Katherine Clark (D)                  | Katherine Clark                                            | -                                                                | | Katherine Clark (D)                                                                                |                       |                            |
| Massachusetts        | 6         | Seth Moulton (D)                     | Seth Moulton                                               | -                                                                | | Seth Moulton (D)                                                                                   |                       |                            |
| Massachusetts        | 7         | Mike Capuano (D)                     | Mike Capuano                                               | -                                                                | | Mike Capuano (D)                                                                                   |                       |                            |
| Massachusetts        | 8         | Stephen Lynch (D)                    | Stephen Lynch - 72,4%                                      | William Burke - 27,5%                                            | | Stephen Lynch (D)                                                                                  |                       |                            |
| Massachusetts        | 9         | Bill Keating (D)                     | Bill Keating - 55,7%                                       | Mark Alliegro - 33,6%                                            | Paul Harrington (I) - 6,9% Chris Cataldo - 2,2% Anna Raduc - 1,4%                                                             | Bill Keating (D)                                                                                   |                       |                            |
| Michigan             | 1         |                                      | Dan Benishek (R)                                           | Lon Johnson - 40,1%                                              | Jack Bergman - 54,9% | Diane Bostow (L) - 3,7% Ellis Boal (V) - 1,3%                                                      |                       | Jack Bergman (R)           |
| Michigan             | 2         | Bill Huizenga (R)                    | Dennis Murphy - 32,5%                                      | Bill Huizenga - 62,6%                                            | Erwin J. Haas (L) - 2,4% Matthew Brady (V) - 1,6% Ronald Graeser - 0,9%                                                       | Bill Huizenga (R)                                                                                  |                       |                            |
| Michigan             | 3         | Justin Amash (R)                     | Douglas Smith - 37,5%                                      | Justin Amash - 59,5%                                             | Ted Gerrard - 3,0% | Justin Amash (R)                                                                                   |                       |                            |
| Michigan             | 4         | John Moolenaar (R)                   | Debra Wirth - 32,1%                                        | John Moolenaar - 61,6%                                           | Leonard Schwartz (L) - 2,7% Jordan Salvi (V) - 1,3%                                                                           | John Moolenaar (R)                                                                                 |                       |                            |
| Michigan             | 5         |                                      | Dan Kildee (D)                                             | Dan Kildee - 61,2%                                               | Al Hardwick - 35,1% | Steve Sluka (L) - 2,2% George Zimmer - 1,8% Harley Mikkelson (V) - 1,5% Keith Butkovich (V) - 0,6% |                       | Dan Kildee (D)             |
| Michigan             | 6         |                                      | Fred Upton (R)                                             | Paul Clements - 36,4%                                            | Fred Upton - 58,7% | Lorence Wenke (L) - 4,9%                                                                           |                       | Fred Upton (R)             |
| Michigan             | 7         | Tim Walberg (R)                      | Gretchen Driskell - 40,0%                                  | Tim Walberg - 55,0%                                              | Ken Proctor (L) - 4,9% | Tim Walberg (R)                                                                                    |                       |                            |
| Michigan             | 8         | Mike Bishop (R)                      | Suzanna Shkreli - 39,2%                                    | Mike Bishop - 56,0%                                              | Jeff Wood (L) - 2,6% Maria Green (V) - 1,5% Jeremy Burgess - 0,6%                                                             | Mike Bishop (R)                                                                                    |                       |                            |
| Michigan             | 9         |                                      | Sander Levin (D)                                           | Sander Levin - 57,9%                                             | Christopher Morse - 37,4% | Matthew Orlando (L) - 2,8% John McDermott (V) - 1,9%                                               |                       | Sander Levin (D)           |
| Michigan             | 10        |                                      | Candice Miller (R)                                         | Frank Accavitti - 32,3%                                          | Paul Mitchell - 63,1% | Lisa Gioia (L) - 3,1% Benjamin Nofs (V) - 1,5%                                                     |                       | Paul Mitchell (R)          |
| Michigan             | 11        | Dave Trott (R)                       | Anil Kumar - 40,2%                                         | Dave Trott - 52,9%                                               | Kerry Bentivolio (I) - 4,4% Jonathan Osment (L) - 2,5%                                                                        | Dave Trott (R)                                                                                     |                       |                            |
| Michigan             | 12        |                                      | Debbie Dingell (D)                                         | Debbie Dingell - 64,3%                                           | Jeff Jones - 29,3% | Gary Walkowicz - 2,8% Tom Bagwell (L) - 2,3% Dylan Calewarts (V) - 1,3%                            |                       | Debbie Dingell (D)         |
| Michigan             | 13        | John Conyers (D)                     | John Conyers - 77,1%                                       | Jeff Gorman - 15,7%                                              | Tiffany Hayden (L) - 3,8% Sam Johnson - 3,4%                                                                                  | John Conyers (D)                                                                                   |                       |                            |
| Michigan             | 14        | Brenda Lawrence (D)                  | Brenda Lawrence - 78,5%                                    | Howard Klausner - 18,7%                                          | Gregory Creswell (L) - 1,6% Marci Squier (V) - 1,2%                                                                           | Brenda Lawrence (D)                                                                                |                       |                            |
| Minnesota            | 1         | Tim Walz (D)                         | Tim Walz - 50,4%                                           | Jim Hagedorn - 49,6%                                             | | Tim Walz (D)                                                                                       |                       |                            |
| Minnesota            | 2         |                                      | John Kline (R)                                             | Angie Craig - 45,0%                                              | Jason Lewis - 47,0% | Paula Overby - 7,8%                                                                                |                       | Jason Lewis (R)            |
| Minnesota            | 3         | Erik Paulsen (R)                     | Terri Bonoff - 43,1%                                       | Erik Paulsen - 56,9%                                             | | Erik Paulsen (R)                                                                                   |                       |                            |
| Minnesota            | 4         |                                      | Betty McCollum (D)                                         | Betty McCollum - 57,8%                                           | Greg Ryan - 34,5% | Susan Sindt - 7,7%                                                                                 |                       | Betty McCollum (D)         |
| Minnesota            | 5         | Keith Ellison (D)                    | Keith Ellison - 69,2%                                      | Frank Nelson Drake - 22,3%                                       | Dennis Schuller - 8,5% | Keith Ellison (D)                                                                                  |                       |                            |
| Minnesota            | 6         |                                      | Tom Emmer (R)                                              | David Snyder - 34,3%                                             | Tom Emmer - 65,7% | |                       | Tom Emmer (R)              |
| Minnesota            | 7         |                                      | Collin Peterson (D)                                        | Collin Peterson - 52,5%                                          | Dave Hughes - 47,5% | |                       | Collin Peterson (D)        |
| Minnesota            | 8         | Rick Nolan (D)                       | Rick Nolan - 50,3%                                         | Stewart Mills - 49,7%                                            | | Rick Nolan (D)                                                                                     |                       |                            |
| Mississippi          | 1         |                                      | Trent Kelly (R)                                            | Jacob Owens - 27,8%                                              | Trent Kelly - 68,8% | Chase Wilson (L) - 2,1% Cathy Tool - 1,3%                                                          |                       | Trent Kelly (R)            |
| Mississippi          | 2         |                                      | Bennie Thompson (D)                                        | Bennie Thompson - 67,1%                                          | John Bouie - 29,1% | Troy Ray (I) - 1,4% Johnny McLeod - 1,3%                                                           |                       | Bennie Thompson (D)        |
| Mississippi          | 3         |                                      | Gregg Harper (R)                                           | Dennis Quinn - 30,3%                                             | Gregg Harper - 66,3% | Roger Gerrard - 2,7% Lajena Sheets - 0,7%                                                          |                       | Gregg Harper (R)           |
| Mississippi          | 4         | Steven Palazzo (R)                   | Mark Gladney - 27,7%                                       | Steven Palazzo - 65,2%                                           | Ric McCluskey (L) - 5,3% Shawn O'Hara - 1,9%                                                                                  | Steven Palazzo (R)                                                                                 |                       |                            |
| Missouri             | 1         |                                      | Lacy Clay (D)                                              | Lacy Clay - 75,5%                                                | Steven Bailey - 20,0% | Robb Cunningham (L) - 4,5%                                                                         |                       | Lacy Clay (D)              |
| Missouri             | 2         |                                      | Ann Wagner (R)                                             | Bill Otto - 37,6%                                                | Ann Wagner - 58,6% | Jim Higgins (L) - 2,8% David Arnold (V) - 0,9%                                                     |                       | Ann Wagner (R)             |
| Missouri             | 3         | Blaine Luetkemeyer (R)               | Kevin Miller - 27,9%                                       | Blaine Luetkemeyer - 67,8%                                       | Dan Hogan (L) - 3,3% Doanita Simmons (C) - 1,0%                                                                               | Blaine Luetkemeyer (R)                                                                             |                       |                            |
| Missouri             | 4         | Vicky Hartzler (R)                   | Gordon Christensen - 27,8%                                 | Vicky Hartzler - 67,8%                                           | Mark Bliss (L) - 4,3% | Vicky Hartzler (R)                                                                                 |                       |                            |
| Missouri             | 5         |                                      | Emanuel Cleaver (D)                                        | Emanuel Cleaver - 58,8%                                          | Jacob Turk - 38,2% | Roy Welborn (L) - 3,0%                                                                             |                       | Emanuel Cleaver (D)        |
| Missouri             | 6         |                                      | Sam Graves (R)                                             | David Blackwell - 28,4%                                          | Sam Graves - 68,0% | Russ Monchil (L) - 2,3% Mike Diel (C) - 1,2%                                                       |                       | Sam Graves (R)             |
| Missouri             | 7         | Billy Long (R)                       | Genevieve Williams - 27,4%                                 | Billy Long - 67,5%                                               | Benjamin Brixey (L) - 5,1% | Billy Long (R)                                                                                     |                       |                            |
| Missouri             | 8         | Jason Smith (R)                      | Dave Cowell - 22,7%                                        | Jason Smith - 74,4%                                              | Jonathan Shell (L) - 2,9% | Jason Smith (R)                                                                                    |                       |                            |
| Montana              | Unico     | Ryan Zinke (R)                       | Denise Juneau - 40,5%                                      | Ryan Zinke - 56,2%                                               | Rick Breckenridge (L) - 3,3%                                                                                                  | Ryan Zinke (R)                                                                                     |                       |                            |
| Nebraska             | 1         | Jeff Fortenberry (R)                 | Daniel Wik - 30,5%                                         | Jeff Fortenberry - 69,5%                                         | | Jeff Fortenberry (R)                                                                               |                       |                            |
| Nebraska             | 2         |                                      | Brad Ashford (D)                                           | Brad Ashford - 47,8%                                             | Don Bacon - 49,8% | Steven Laird (L) - 3,3%                                                                            | Don Bacon (R)         |                            |
| Nebraska             | 3         |                                      | Adrian Smith (R)                                           | -                                                                | Adrian Smith | | Adrian Smith (R)      |                            |
| Nevada               | 1         |                                      | Dina Titus (D)                                             | Dina Titus - 61,9%                                               | Mary Perry - 28,8% | Reuben D'Silva (I) - 7,3% Kamau Bakari (I) - 2,0%                                                  |                       | Dina Titus (D)             |
| Nevada               | 2         |                                      | Mark Amodei (R)                                            | Chip Evans - 36,9%                                               | Mark Amodei - 58,3% | John Everhart (I) - 2,8% Drew Knight (I) - 2,0%                                                    |                       | Mark Amodei (R)            |
| Nevada               | 3         | Joe Heck (R)                         | Jacky Rosen - 47,2%                                        | Danny Tarkanian - 46,0%                                          | Warren Markowitz (I) - 3,7% David Goossen (I) - 3,1%                                                                          | | Jacky Rosen (D)       |                            |
| Nevada               | 4         | Cresent Hardy (R)                    | Ruben Kihuen - 48,5%                                       | Cresent Hardy - 44,5%                                            | Steve Brown (L) - 3,8% Mike Little (I) - 3,1%                                                                                 | Ruben Kihuen (D)                                                                                   |                       |                            |
| New Hampshire        | 1         | Frank Guinta (R)                     | Carol Shea-Porter - 44,3%                                  | Frank Guinta - 43,0%                                             | Shawn O'Connor (I) - 9,5% Brendan Kelly (I) - 1,7% Robert Lombardo (L) - 1,5%                                                 | Carol Shea-Porter (D)                                                                              |                       |                            |
| New Hampshire        | 2         |                                      | Ann McLane Kuster (D)                                      | Ann McLane Kuster - 49,8%                                        | Jim Lawrence - 45,3% | John Babiarz (I) - 4,9%                                                                            | Ann McLane Kuster (D) |                            |
| New Jersey           | 1         | Donald Norcross (D)                  | Donald Norcross - 60,0%                                    | Bob Patterson - 36,8%                                            | Scot Tomaszewski (I) - 1,8%                                                                                                   | Donald Norcross (D)                                                                                |                       |                            |
| New Jersey           | 2         |                                      | Frank LoBiondo (R)                                         | David Cole - 37,2%                                               | Frank LoBiondo - 59,2% | John Ordille (L) - 1,3%                                                                            |                       | Frank LoBiondo (R)         |
| New Jersey           | 3         | Tom MacArthur (R)                    | Fred LaVergne - 38,9%                                      | Tom MacArthur - 59,3%                                            | Lawrence Berlinski (C)-1,8%                                                                                                   | Tom MacArthur (R)                                                                                  |                       |                            |
| New Jersey           | 4         | Chris Smith (R)                      | Lorna Phillipson - 33,5%                                   | Chris Smith - 63,7%                                              | Hank Schroeder (I) - 1,8% Jeremy Marcus (L) - 1,0%                                                                            | Chris Smith (R)                                                                                    |                       |                            |
| New Jersey           | 5         | Scott Garrett (R)                    | Josh Gottheimer - 51,1%                                    | Scott Garrett - 46,7%                                            | Claudio Belusic (L) - 2,2% | | Josh Gottheimer (D)   |                            |
| New Jersey           | 6         |                                      | Frank Pallone (D)                                          | Frank Pallone - 63,7%                                            | Brent Sonnek-Schmelz - 34,9%                                                                                                  | Rajit Malliah (V) - 0,7% Judith Shamy (L) - 0,7%                                                   | Frank Pallone (D)     |                            |
| New Jersey           | 7         |                                      | Leonard Lance (R)                                          | Peter Jacob - 43,1%                                              | Leonard Lance - 54,1% | Dan O'Neill (L) - 1,6% Arthur Haussmann (I) - 1,2%                                                 |                       | Leonard Lance (R)          |
| New Jersey           | 8         |                                      | Albio Sires (D)                                            | Albio Sires - 77,0%                                              | Agha Khan - 18,5% | Pablo Olivera (I) - 2,5% Dan Delaney (L) - 2,0%                                                    |                       | Albio Sires (D)            |
| New Jersey           | 9         | Bill Pascrell (D)                    | Bill Pascrell - 69,8%                                      | Hector Castillo - 28,0%                                          | Diego Rivera (L) - 1,4% Jeff Boss (I) - 0,8%                                                                                  | Bill Pascrell (D)                                                                                  |                       |                            |
| New Jersey           | 10        | Donald Payne, Jr. (D)                | Donald Payne, Jr. - 85,7%                                  | David Pinckney - 11,9%                                           | Joanne Miller (I) - 1,7% Aaron Fraser (I) - 0,8%                                                                              | Donald Payne, Jr. (D)                                                                              |                       |                            |
| New Jersey           | 11        |                                      | Rodney Frelinghuysen (R)                                   | Joseph Wenzel - 38,9%                                            | Rodney Frelinghuysen - 58,0%                                                                                                  | Thomas Depasquale (I) - 2,1% Jeff Hetrick (L) - 1,0%                                               |                       | Rodney Frelinghuysen (R)   |
| New Jersey           | 12        |                                      | Bonnie Watson Coleman (D)                                  | Bonnie Watson Coleman - 62,9%                                    | Steven Uccio - 32,0% | Edward Forchion (I) - 2,1% Robert Shapiro (I) - 1,0%                                               |                       | Bonnie Watson Coleman (D)  |
| New York             | 1         |                                      | Lee Zeldin (R)                                             | Anna Throne-Holst - 41,0%                                        | Lee Zeldin - 58,9% | |                       | Lee Zeldin (R)             |
| New York             | 2         | Peter King (R)                       | DuWayne Gregory - 37,5%                                    | Peter King - 62,4%                                               | | Peter King (R)                                                                                     |                       |                            |
| New York             | 3         |                                      | Steve Israel (D)                                           | Tom Suozzi - 52,8%                                               | Jack Martins - 47,2% | |                       | Tom Suozzi (D)             |
| New York             | 4         | Kathleen Rice (D)                    | Kathleen Rice - 59,5%                                      | David Gurfein - 40,4%                                            | | Kathleen Rice (D)                                                                                  |                       |                            |
| New York             | 5         | Gregory Meeks (D)                    | Gregory Meeks - 85,4%                                      | Michael O'Reilly - 13,0%                                         | Frank Francois (V) - 1,4% | Gregory Meeks (D)                                                                                  |                       |                            |
| New York             | 6         | Grace Meng (D)                       | Grace Meng - 72,1%                                         | Danniel Maio - 26,7%                                             | Haris Bhatti (I) - 1,1% | Grace Meng (D)                                                                                     |                       |                            |
| New York             | 7         | Nydia Velázquez (D)                  | Nydia Velázquez - 90,7%                                    | Allan Romaguera - 9,2%                                           | | Nydia Velázquez (D)                                                                                |                       |                            |
| New York             | 8         | Hakeem Jeffries (D)                  | Hakeem Jeffries - 93,2%                                    | Daniel Cavanuagh - 6,7%                                          | | Hakeem Jeffries (D)                                                                                |                       |                            |
| New York             | 9         | Yvette Clarke (D)                    | Yvette Clarke - 92,3%                                      | -                                                                | Alan Bellone (C) - 7,6% | Yvette Clarke (D)                                                                                  |                       |                            |
| New York             | 10        | Jerry Nadler (D)                     | Jerry Nadler - 78,0%                                       | Phillip Rosenthal - 21,9%                                        | | Jerry Nadler (D)                                                                                   |                       |                            |
| New York             | 11        |                                      | Dan Donovan (R)                                            | Richard Reichard - 36,7%                                         | Dan Donovan - 61,5% | Henry Bardel (V) - 1,5%                                                                            |                       | Dan Donovan (R)            |
| New York             | 12        |                                      | Carolyn Maloney (D)                                        | Carolyn Maloney - 83,1%                                          | Robert Ardini - 16,8% | |                       | Carolyn Maloney (D)        |
| New York             | 13        | Charles Rangel (D)                   | Adriano Espaillat - 88,6%                                  | Robert Evans Jr. - 6,9%                                          | Daniel Rivera (V) - 3,2% Scott Fenstermaker (I) - 0,8%                                                                        | Adriano Espaillat (D)                                                                              |                       |                            |
| New York             | 14        | Joe Crowley (D)                      | Joe Crowley - 82,8%                                        | Frank Spotorno - 17,1%                                           | | Joe Crowley (D)                                                                                    |                       |                            |
| New York             | 15        | José Serrano (D)                     | José Serrano - 95,2%                                       | Alejandro Vega - 3,5%                                            | Eduardo Ramirez (C) - 1,2% | José Serrano (D)                                                                                   |                       |                            |
| New York             | 16        | Eliot Engel (D)                      | Eliot Engel - 94,4%                                        | -                                                                | Derickson Lawrence (I) - 5,3%                                                                                                 | Eliot Engel (D)                                                                                    |                       |                            |
| New York             | 17        | Nita Lowey (D)                       | Nita Lowey                                                 | -                                                                | | Nita Lowey (D)                                                                                     |                       |                            |
| New York             | 18        | Sean Patrick Maloney (D)             | Sean Patrick Maloney - 55,6%                               | Phil Oliva - 44,4%                                               | | Sean Patrick Maloney (D)                                                                           |                       |                            |
| New York             | 19        |                                      | Chris Gibson (R)                                           | Zephyr Teachout - 45,7%                                          | John Faso - 54,2% | |                       | John Faso (R)              |
| New York             | 20        |                                      | Paul Tonko (D)                                             | Paul Tonko - 67,9%                                               | Francis Vitollo - 32,1% | |                       | Paul Tonko (D)             |
| New York             | 21        |                                      | Elise Stefanik (R)                                         | Mike Derrick - 30,1%                                             | Elise Stefanik - 65,3% | Matthew Funiciello (V) - 4,6%                                                                      |                       | Elise Stefanik (R)         |
| New York             | 22        | Richard Hanna (R)                    | Kim Myers - 41,0%                                          | Claudia Tenney - 46,5%                                           | Martin Babinec (R) - 11,8% | Claudia Tenney (R)                                                                                 |                       |                            |
| New York             | 23        | Tom Reed (R)                         | John Plumb - 42,4%                                         | Tom Reed - 57,6%                                                 | | Tom Reed (R)                                                                                       |                       |                            |
| New York             | 24        | John Katko (R)                       | Colleen Deacon - 39,4%                                     | John Katko - 60,5%                                               | | John Katko (R)                                                                                     |                       |                            |
| New York             | 25        |                                      | Louise Slaughter (D)                                       | Louise Slaughter - 56,1%                                         | Mark Assini - 43,8% | |                       | Louise Slaughter (D)       |
| New York             | 26        | Brian Higgins (D)                    | Brian Higgins - 74,6%                                      | Shelly Shratz - 25,4%                                            | | Brian Higgins (D)                                                                                  |                       |                            |
| New York             | 27        |                                      | Chris Collins (R)                                          | Diana Kastenbaum - 32,8%                                         | Chris Collins - 67,2% | |                       | Chris Collins (R)          |
| Nuovo Messico        | 1         |                                      | Michelle Lujan Grisham (D)                                 | Michelle Lujan Grisham - 65,1%                                   | Richard Priem - 34,9% | |                       | Michelle Lujan Grisham (D) |
| Nuovo Messico        | 2         |                                      | Steve Pearce (R)                                           | Merrie Lee Soules - 37,3%                                        | Steve Pearce - 62,7% | |                       | Steve Pearce (R)           |
| Nuovo Messico        | 3         |                                      | Ben Ray Luján (D)                                          | Ben Ray Luján - 62,4%                                            | Michael Romero - 37,6% | |                       | Ben Ray Luján (D)          |
| Ohio                 | 1         |                                      | Steve Chabot (R)                                           | Michele Young - 40,8%                                            | Steve Chabot - 59,2% | |                       | Steve Chabot (R)           |
| Ohio                 | 2         | Brad Wenstrup (R)                    | William Smith - 32,8%                                      | Brad Wenstrup - 65,0%                                            | | Brad Wenstrup (R)                                                                                  |                       |                            |
| Ohio                 | 3         |                                      | Joyce Beatty (D)                                           | Joyce Beatty - 68,6%                                             | John Adams - 31,4% | |                       | Joyce Beatty (D)           |
| Ohio                 | 4         |                                      | Jim Jordan (R)                                             | Janet Garrett - 32,0%                                            | Jim Jordan - 68,0% | |                       | Jim Jordan (R)             |
| Ohio                 | 5         | Bob Latta (R)                        | James Neu, Jr. - 29,0%                                     | Bob Latta - 71,0%                                                | | Bob Latta (R)                                                                                      |                       |                            |
| Ohio                 | 6         | Bill Johnson (R)                     | Michael Lorentz - 29,1%                                    | Bill Johnson - 70,9%                                             | | Bill Johnson (R)                                                                                   |                       |                            |
| Ohio                 | 7         | Bob Gibbs (R)                        | Roy Rich - 29,0%                                           | Bob Gibbs - 64,0%                                                | Dan Phillip (I) - 7,0% | Bob Gibbs (R)                                                                                      |                       |                            |
| Ohio                 | 8         | Warren Davidson (R)                  | Steven Fought - 27,0%                                      | Warren Davidson - 68,8%                                          | Derrick Hendricks (V) - 4,3%                                                                                                  | Warren Davidson (R)                                                                                |                       |                            |
| Ohio                 | 9         |                                      | Marcy Kaptur (D)                                           | Marcy Kaptur - 68,7%                                             | Donald Larson - 31,3% | |                       | Marcy Kaptur (D)           |
| Ohio                 | 10        |                                      | Mike Turner (R)                                            | Robert Klepinger - 32,7%                                         | Mike Turner - 64,1% | Tom McMasters (I) - 3,2%                                                                           |                       | Mike Turner (R)            |
| Ohio                 | 11        |                                      | Marcia Fudge (D)                                           | Marcia Fudge - 80,3%                                             | Beverly Goldstein - 19,8% | |                       | Marcia Fudge (D)           |
| Ohio                 | 12        |                                      | Pat Tiberi (R)                                             | Ed Albertson - 29,8%                                             | Pat Tiberi - 66,6% | Joe Manchik (V) - 3,5%                                                                             |                       | Pat Tiberi (R)             |
| Ohio                 | 13        |                                      | Tim Ryan (D)                                               | Tim Ryan - 67,7%                                                 | Richard Morckel - 32,3% | |                       | Tim Ryan (D)               |
| Ohio                 | 14        |                                      | David Joyce (R)                                            | Michael Wager - 37,4%                                            | David Joyce - 62,6% | |                       | David Joyce (R)            |
| Ohio                 | 15        | Steve Stivers (R)                    | Scott Wharton - 33,8%                                      | Steve Stivers - 66,2%                                            | | Steve Stivers (R)                                                                                  |                       |                            |
| Ohio                 | 16        | Jim Renacci (R)                      | Keith Mundy - 34,7%                                        | Jim Renacci - 65,3%                                              | | Jim Renacci (R)                                                                                    |                       |                            |
| Oklahoma             | 1         | Jim Bridenstine (R)                  | -                                                          | Jim Bridenstine                                                  | | Jim Bridenstine (R)                                                                                |                       |                            |
| Oklahoma             | 2         | Markwayne Mullin (R)                 | Joshua Harris-Till - 23,2%                                 | Markwayne Mullin - 70,6%                                         | John McCarthy (I) - 6,2% | Markwayne Mullin (R)                                                                               |                       |                            |
| Oklahoma             | 3         | Frank Lucas (R)                      | Frankie Robbins - 21,7%                                    | Frank Lucas - 78,3%                                              | | Frank Lucas (R)                                                                                    |                       |                            |
| Oklahoma             | 4         | Tom Cole (R)                         | Christina Owen - 26,1%                                     | Tom Cole - 69,6%                                                 | Sevier White (L) - 4,3% | Tom Cole (R)                                                                                       |                       |                            |
| Oklahoma             | 5         | Steve Russell (R)                    | Tom Guild - 36,8%                                          | Steve Russell - 57,1%                                            | Zachary Knight (L) - 6,1% | Steve Russell (R)                                                                                  |                       |                            |
| Oregon               | 1         |                                      | Suzanne Bonamici (D)                                       | Suzanne Bonamici - 59,6%                                         | Brian Heinrich - 37,0% | Kyle Sheahan (L) - 3,2%                                                                            |                       | Suzanne Bonamici (D)       |
| Oregon               | 2         |                                      | Greg Walden (R)                                            | Jim Crary - 28,0%                                                | Greg Walden - 71,7% | |                       | Greg Walden (R)            |
| Oregon               | 3         |                                      | Earl Blumenauer (D)                                        | Earl Blumenauer - 71,8%                                          | - | David Walker (I) - 20,5% David Delk (P) - 7,3%                                                     |                       | Earl Blumenauer (D)        |
| Oregon               | 4         | Peter DeFazio (D)                    | Peter DeFazio - 55,5%                                      | Art Robinson - 39,7%                                             | Mike Beilstein (V) - 3,0% Gil Guthrie (L) - 1,6%                                                                              | Peter DeFazio (D)                                                                                  |                       |                            |
| Oregon               | 5         | Kurt Schrader (D)                    | Kurt Schrader - 53,5%                                      | Colm Willis - 43,0%                                              | Marvin Sandnes (V) - 3,4% | Kurt Schrader (D)                                                                                  |                       |                            |
| Pennsylvania         | 1         | Bob Brady (D)                        | Bob Brady - 82,2%                                          | Deborah Williams - 17,8%                                         | | Bob Brady (D)                                                                                      |                       |                            |
| Pennsylvania         | 2         | Chaka Fattah (D)                     | Dwight Evans - 90,2%                                       | James Jones - 9,8%                                               | | Dwight Evans (D)                                                                                   |                       |                            |
| Pennsylvania         | 3         |                                      | Mike Kelly (R)                                             | -                                                                | Mike Kelly | |                       | Mike Kelly (R)             |
| Pennsylvania         | 4         | Scott Perry (R)                      | Joshua Burkholder - 33,9%                                  | Scott Perry - 66,1%                                              | | Scott Perry (R)                                                                                    |                       |                            |
| Pennsylvania         | 5         | Glenn Thompson (R)                   | Kerith Strano Taylor - 32,7%                               | Glenn Thompson - 67,3%                                           | | Glenn Thompson (R)                                                                                 |                       |                            |
| Pennsylvania         | 6         | Ryan Costello (R)                    | Mike Parrish - 42,7%                                       | Ryan Costello - 57,3%                                            | | Ryan Costello (R)                                                                                  |                       |                            |
| Pennsylvania         | 7         | Pat Meehan (R)                       | Mary Ellen Balchunis - 40,3%                               | Pat Meehan - 59,7%                                               | | Pat Meehan (R)                                                                                     |                       |                            |
| Pennsylvania         | 8         | Mike Fitzpatrick (R)                 | Steve Santarsiero - 45,5%                                  | Brian Fitzpatrick - 54,5%                                        | | Brian Fitzpatrick (R)                                                                              |                       |                            |
| Pennsylvania         | 9         | Bill Shuster (R)                     | Art Halvorson - 36,6%                                      | Bill Shuster - 63,4%                                             | | Bill Shuster (R)                                                                                   |                       |                            |
| Pennsylvania         | 10        | Tom Marino (R)                       | Mike Molesevich - 29,7%                                    | Tom Marino - 70,3%                                               | | Tom Marino (R)                                                                                     |                       |                            |
| Pennsylvania         | 11        | Lou Barletta (R)                     | Michael Marsicano - 36,3%                                  | Lou Barletta - 63,7%                                             | | Lou Barletta (R)                                                                                   |                       |                            |
| Pennsylvania         | 12        | Keith Rothfus (R)                    | Erin McClelland - 38,1%                                    | Keith Rothfus - 61,9%                                            | | Keith Rothfus (R)                                                                                  |                       |                            |
| Pennsylvania         | 13        |                                      | Brendan Boyle (D)                                          | Brendan Boyle                                                    | - | |                       | Brendan Boyle (D)          |
| Pennsylvania         | 14        | Mike Doyle (D)                       | Mike Doyle - 74,3%                                         | Lenny McAllister - 25,7%                                         | | Mike Doyle (D)                                                                                     |                       |                            |
| Pennsylvania         | 15        |                                      | Charlie Dent (R)                                           | Rick Daugherty - 38,0%                                           | Charlie Dent - 58,4% | Paul Rizzo (L) - 3,6%                                                                              |                       | Charlie Dent (R)           |
| Pennsylvania         | 16        | Joe Pitts (R)                        | Christina Hartman - 42,9%                                  | Lloyd Smucker - 53,8%                                            | Shawn House (L) - 3,4% | Lloyd Smucker (R)                                                                                  |                       |                            |
| Pennsylvania         | 17        |                                      | Matt Cartwright (D)                                        | Matt Cartwright - 53,8%                                          | Matt Connolly - 46,2% | |                       | Matt Cartwright (D)        |
| Pennsylvania         | 18        |                                      | Tim Murphy (R)                                             | -                                                                | Tim Murphy | |                       | Tim Murphy (R)             |
| Rhode Island         | 1         |                                      | David Cicilline (D)                                        | David Cicilline - 64,7%                                          | H. Russell Taub - 35,3% | |                       | David Cicilline (D)        |
| Rhode Island         | 2         | James Langevin (D)                   | James Langevin - 58,1%                                     | Rhue Reis - 30,7%                                                | Jeff Johnson (I) - 7,1% Sal Caiozzo (I) - 3,9%                                                                                | James Langevin (D)                                                                                 |                       |                            |
| Tennessee            | 1         |                                      | Phil Roe (R)                                               | Alam Bohms - 15,4%                                               | Phil Roe - 78,4% | Robert Franklin (I) - 6,2%                                                                         |                       | Phil Roe (R)               |
| Tennessee            | 2         | Jimmy Duncan (R)                     | Stuart Starr - 24,4%                                       | Jimmy Duncan - 75,6%                                             | | Jimmy Duncan (R)                                                                                   |                       |                            |
| Tennessee            | 3         | Chuck Fleischmann (R)                | Melody Shekari - 28,8%                                     | Chuck Fleischmann - 66,4%                                        | Rick Tyler (I) - 1,9% Cassandra Mitchell (I) - 1,9% Topher Kersting (I) - 0,9%                                                | Chuck Fleischmann (R)                                                                              |                       |                            |
| Tennessee            | 4         | Scott DesJarlais (R)                 | Steven Reynolds - 37,4%                                    | Scott DesJarlais - 62,6%                                         | | Scott DesJarlais (R)                                                                               |                       |                            |
| Tennessee            | 5         |                                      | Jim Cooper (D)                                             | Jim Cooper - 62,5%                                               | Stacy Ries Snyder - 37,5% | |                       | Jim Cooper (D)             |
| Tennessee            | 6         |                                      | Diane Black (R)                                            | David Kent - 21,8%                                               | Diane Black - 71,1% | David Ross (I) - 7,1%                                                                              |                       | Diane Black (R)            |
| Tennessee            | 7         | Marsha Blackburn (R)                 | Tharon Chandler - 23,5%                                    | Marsha Blackburn - 72,2%                                         | Leonard Ladner (I) - 4,3% | Marsha Blackburn (R)                                                                               |                       |                            |
| Tennessee            | 8         | Stephen Fincher (R)                  | Rickey Hobson - 25,1%                                      | David Kustoff - 68,8%                                            | Shelia Godwin (I) - 2,3% James Hart (I) - 1,4% Adrian Montague (I) - 0,9% Mark Rawles (I) - 0,9% Karen Talley-Lane (I) - 0,7% | David Kustoff (R)                                                                                  |                       |                            |
| Tennessee            | 9         |                                      | Steve Cohen (D)                                            | Steve Cohen - 78,8%                                              | Wayne Alberson - 18,8% | Paul Cook (I)- 2,4%                                                                                |                       | Steve Cohen (D)            |
| Texas                | 1         |                                      | Louie Gohmert (R)                                          | Shirley McKellar - 24,1%                                         | Louie Gohmert - 73,9% | Phil Gray (L) - 1,9%                                                                               |                       | Louie Gohmert (R)          |
| Texas                | 2         | Ted Poe (R)                          | Pat Bryan - 36,0%                                          | Ted Poe - 60,6%                                                  | James Veasaw (L) - 2,3% Joshua Darr (V) - 1,0%                                                                                | Ted Poe (R)                                                                                        |                       |                            |
| Texas                | 3         | Sam Johnson (R)                      | Adam Bell - 34,6%                                          | Sam Johnson - 61,2%                                              | Scott Jameson (L) - 3,3% Paul Blair (V) - 0,9%                                                                                | Sam Johnson (R)                                                                                    |                       |                            |
| Texas                | 4         | John Ratcliffe (R)                   | -                                                          | John Ratcliffe - 88,0%                                           | Cody Wommack (L) - 12,0% | John Ratcliffe (R)                                                                                 |                       |                            |
| Texas                | 5         | Jeb Hensarling (R)                   | -                                                          | Jeb Hensarling - 80,6%                                           | Ken Ashby (L) - 19,4% | Jeb Hensarling (R)                                                                                 |                       |                            |
| Texas                | 6         | Joe Barton (R)                       | Ruby Fay Woolridge - 39,0%                                 | Joe Barton - 58,3%                                               | Darrel Smith (V) - 2,6% | Joe Barton (R)                                                                                     |                       |                            |
| Texas                | 7         | John Culberson (R)                   | James Cargas - 43,8%                                       | John Culberson - 56,2%                                           | | John Culberson (R)                                                                                 |                       |                            |
| Texas                | 8         | Kevin Brady (R)                      | -                                                          | Kevin Brady                                                      | | Kevin Brady (R)                                                                                    |                       |                            |
| Texas                | 9         |                                      | Al Green (D)                                               | Al Green - 80,6%                                                 | Jeff Martin - 19,4% | |                       | Al Green (D)               |
| Texas                | 10        |                                      | Michael McCaul (R)                                         | Tawana Cadien - 38,4%                                            | Michael McCaul - 57,3% | Bill Kelsey (L) - 4,2%                                                                             |                       | Michael McCaul (R)         |
| Texas                | 11        | Mike Conaway (R)                     | -                                                          | Mike Conaway - 89,5%                                             | Nicholas Landholt (L) - 10,5%                                                                                                 | Mike Conaway (R)                                                                                   |                       |                            |
| Texas                | 12        | Kay Granger (R)                      | Bill Bradshaw - 26,8%                                      | Kay Granger - 69,4%                                              | Ed Colliver (L) - 3,8% | Kay Granger (R)                                                                                    |                       |                            |
| Texas                | 13        | Mac Thornberry (R)                   | -                                                          | Mac Thornberry - 90,0%                                           | Calvin DeWeese (L) - 6,7% Rusty Tomlinson (V) - 3,4%                                                                          | Mac Thornberry (R)                                                                                 |                       |                            |
| Texas                | 14        | Randy Weber (R)                      | Michael Cole - 38,1%                                       | Randy Weber - 61,9%                                              | | Randy Weber (R)                                                                                    |                       |                            |
| Texas                | 15        |                                      | Rubén Hinojosa (D)                                         | Vicente Gonzalez - 57,3%                                         | Tom Westley - 37,7% | Vanessa Tijerina (V) - 3,1% Ross Leone (L) - 1,9%                                                  |                       | Vicente Gonzalez (D)       |
| Texas                | 16        | Beto O'Rourke (D)                    | Beto O'Rourke - 85,7%                                      | -                                                                | Jaime Perez (L) - 10,0% Mary Gourdoux (V) - 4,3%                                                                              | Beto O'Rourke (D)                                                                                  |                       |                            |
| Texas                | 17        |                                      | Bill Flores (R)                                            | William Matta - 35,2%                                            | Bill Flores - 60,8% | Clark Patterson (L) - 4,0%                                                                         |                       | Bill Flores (R)            |
| Texas                | 18        |                                      | Sheila Jackson Lee (D)                                     | Sheila Jackson Lee - 73,5%                                       | Lori Bartley - 23,6% | Thomas Kleven (V) - 2,9%                                                                           |                       | Sheila Jackson Lee (D)     |
| Texas                | 19        |                                      | Randy Neugebauer (R)                                       | -                                                                | Jodey Arrington - 86,7% | Troy Bonar (L) - 8,5% Mark Lawson (V) - 4,8%                                                       |                       | Jodey Arrington (R)        |
| Texas                | 20        |                                      | Joaquín Castro (D)                                         | Joaquín Castro - 79,7%                                           | - | Jeffrey Blunt (L) - 15,5% Paul Pipkin (V) - 4,8%                                                   |                       | Joaquín Castro (D)         |
| Texas                | 21        |                                      | Lamar Smith (R)                                            | Tom Wakely - 36,5%                                               | Lamar Smith - 57,0% | Mark Loewe (L) - 4,1% Tony Diaz (V) - 2,4%                                                         |                       | Lamar Smith (R)            |
| Texas                | 22        | Pete Olson (R)                       | Mark Gibson - 40,5%                                        | Pete Olson - 59,5%                                               | | Pete Olson (R)                                                                                     |                       |                            |
| Texas                | 23        | Will Hurd (R)                        | Pete Gallego - 47,0%                                       | Will Hurd - 48,5%                                                | Ruben Corvalan (L) - 4,7% | Will Hurd (R)                                                                                      |                       |                            |
| Texas                | 24        | Kenny Marchant (R)                   | Jan McDowell - 39,3%                                       | Kenny Marchant - 56,2%                                           | Mike Kolls (L) - 3,1% Kevin McCormick (V) - 1,4%                                                                              | Kenny Marchant (R)                                                                                 |                       |                            |
| Texas                | 25        | Roger Williams (R)                   | Kathi Thomas - 37,7%                                       | Roger Williams - 58,4%                                           | Loren Schneiderman (L) - 3,9%                                                                                                 | Roger Williams (R)                                                                                 |                       |                            |
| Texas                | 26        | bgcolor=#ffc0cb\|Michael Burgess (R) | Eric Mauck - 29,6%                                         | Michael Burgess - 66,4%                                          | Mark Boler (L) - 4,0% | Michael Burgess (R)                                                                                |                       |                            |
| Texas                | 27        | Blake Farenthold (R)                 | Roy Barrera - 38,3%                                        | Blake Farenthold - 61,7%                                         | | Blake Farenthold (R)                                                                               |                       |                            |
| Texas                | 28        |                                      | Henry Cuellar (D)                                          | Henry Cuellar - 66,2%                                            | Zeffen Hardin - 31,3% | Michael Cary (V) - 2,5%                                                                            |                       | Henry Cuellar (D)          |
| Texas                | 29        | Gene Green (D)                       | Gene Green - 72,5%                                         | Julio Garza - 24,0%                                              | Ruben Perez (L) - 2,5% James Partsch-Galvan (V) - 1,1%                                                                        | Gene Green (D)                                                                                     |                       |                            |
| Texas                | 30        | Eddie Bernice Johnson (D)            | Eddie Bernice Johnson - 77,9%                              | Charles Lingerfelt - 19,0%                                       | Jarrett Woods (L) - 2,2% Thom Prentice (V) - 0,9%                                                                             | Eddie Bernice Johnson (D)                                                                          |                       |                            |
| Texas                | 31        |                                      | John Carter (R)                                            | Mike Clark - 36,5%                                               | John Carter - 58,4% | Scott Ballard (L) - 5,2%                                                                           |                       | John Carter (R)            |
| Texas                | 32        | Pete Sessions (R)                    | -                                                          | Pete Sessions - 71,1%                                            | Ed Rankin (L) - 19,0% Gary Stuard (V) - 10,0%                                                                                 | Pete Sessions (R)                                                                                  |                       |                            |
| Texas                | 33        |                                      | Marc Veasey (D)                                            | Marc Veasey - 73,7%                                              | Mark Mitchell - 26,3% | |                       | Marc Veasey (D)            |
| Texas                | 34        | Filemon Vela (D)                     | Filemon Vela - 62,7%                                       | Rey Gonzalez - 37,3%                                             | | Filemon Vela (D)                                                                                   |                       |                            |
| Texas                | 35        | Lloyd Doggett (D)                    | Lloyd Doggett - 63,1%                                      | Susan Narvaiz - 31,6%                                            | Rhett Smith (L) - 3,3% Scott Trimble (V) - 2,1%                                                                               | Lloyd Doggett (D)                                                                                  |                       |                            |
| Texas                | 36        |                                      | Brian Babin (R)                                            | -                                                                | Brian Babin - 88,6% | Hal Ridley (V) - 11,4%                                                                             |                       | Brian Babin (R)            |
| Utah                 | 1         | Rob Bishop (R)                       | Peter Clemens - 26,4%                                      | Rob Bishop - 65,9%                                               | Craig Bowden (L) - 5,9% Chadwick Fairbanks - 1,7%                                                                             | Rob Bishop (R)                                                                                     |                       |                            |
| Utah                 | 2         | Chris Stewart (R)                    | Charlene Albarran - 33,9%                                  | Chris Stewart - 61,6%                                            | Paul McCollaum (C) - 4,5% | Chris Stewart (R)                                                                                  |                       |                            |
| Utah                 | 3         | Jason Chaffetz (R)                   | Stephen Tryon - 26,5%                                      | Jason Chaffetz - 73,5%                                           | | Jason Chaffetz (R)                                                                                 |                       |                            |
| Utah                 | 4         | Mia Love (R)                         | Doug Owens - 41,3%                                         | Mia Love - 53,8%                                                 | Collin Simonsen (C) - 4,9% | Mia Love (R)                                                                                       |                       |                            |
| Vermont              | Unico     |                                      | Peter Welch (D)                                            | Peter Welch - 82,5%                                              | - | Erica Clawson - 9,2%                                                                               |                       | Peter Welch (D)            |
| Virginia             | 1         |                                      | Rob Wittman (R)                                            | Matt Rowe - 35,8%                                                | Rob Wittman - 60,9% | Gail Parker (I) - 3,4%                                                                             |                       | Rob Wittman (R)            |
| Virginia             | 2         | Scott Rigell (R)                     | Shaun Brown - 38,3%                                        | Scott Taylor - 61,7%                                             | | Scott Taylor (R)                                                                                   |                       |                            |
| Virginia             | 3         |                                      | Bobby Scott (D)                                            | Bobby Scott - 66,9%                                              | Marty Williams - 33,1% | |                       | Bobby Scott (D)            |
| Virginia             | 4         |                                      | Randy Forbes (R)                                           | Donald McEachin - 57,3%                                          | Mike Wade - 42,7% | | Donald McEachin (D)   |                            |
| Virginia             | 5         | Robert Hurt (R)                      | Jane Dittmar - 41,7%                                       | Tom Garrett - 58,3%                                              | | | Tom Garrett (R)       |                            |
| Virginia             | 6         | Bob Goodlatte (R)                    | Kai Degner - 33,3%                                         | Bob Goodlatte - 66,7%                                            | | Bob Goodlatte (R)                                                                                  |                       |                            |
| Virginia             | 7         | Dave Brat (R)                        | Eileen Bedell - 42,1%                                      | Dave Brat - 57,9%                                                | | Dave Brat (R)                                                                                      |                       |                            |
| Virginia             | 8         |                                      | Don Beyer (D)                                              | Don Beyer - 68,6%                                                | Charles Hernick - 27,4% | Julio Gracia (I) - 4,1%                                                                            |                       | Don Beyer (D)              |
| Virginia             | 9         |                                      | Morgan Griffith (R)                                        | Derek Kitts - 28,4%                                              | Morgan Griffith - 68,7% | Janice Boyd (I) - 2,9%                                                                             |                       | Morgan Griffith (R)        |
| Virginia             | 10        | Barbara Comstock (R)                 | LuAnn Bennett - 47,1%                                      | Barbara Comstock - 52,9%                                         | | Barbara Comstock (R)                                                                               |                       |                            |
| Virginia             | 11        |                                      | Gerry Connolly (D)                                         | Gerry Connolly                                                   | - | |                       | Gerry Connolly (D)         |
| Virginia Occidentale | 1         |                                      | David McKinley (R)                                         | Mike Manypenny - 31,0%                                           | David McKinley - 69,0% | |                       | David McKinley (R)         |
| Virginia Occidentale | 2         | Alex Mooney (R)                      | Mark Hunt - 41,8%                                          | Alex Mooney - 58,2%                                              | | Alex Mooney (R)                                                                                    |                       |                            |
| Virginia Occidentale | 3         | Evan Jenkins (R)                     | Matt Detch - 24,0%                                         | Evan Jenkins - 67,9%                                             | Zane Lawhorn (L) - 8,1% | Evan Jenkins (R)                                                                                   |                       |                            |
| Washington           | 1         |                                      | Suzan DelBene (D)                                          | Suzan DelBene - 56,2%                                            | Robert Sutherland - 43,8% | |                       | Suzan DelBene (D)          |
| Washington           | 2         | Rick Larsen (D)                      | Rick Larsen - 64,8%                                        | Marc Hennemann - 35,2%                                           | | Rick Larsen (D)                                                                                    |                       |                            |
| Washington           | 3         |                                      | Jaime Herrera Beutler (R)                                  | Jim Moeller - 39,4%                                              | Jaime Herrera Beutler - 60,6%                                                                                                 | |                       | Jaime Herrera Beutler (R)  |
| Washington           | 4         | Dan Newhouse (R)                     | -                                                          | Dan Newhouse 57,3% - Clint Didier 42,7%                          | | Dan Newhouse (R)                                                                                   |                       |                            |
| Washington           | 5         | Cathy McMorris Rodgers (R)           | Joe Pakootas - 41,0%                                       | Cathy McMorris Rodgers - 59,0%                                   | | Cathy McMorris Rodgers (R)                                                                         |                       |                            |
| Washington           | 6         |                                      | Derek Kilmer (D)                                           | Derek Kilmer - 61,9%                                             | Todd Bloom - 38,1% | |                       | Derek Kilmer (D)           |
| Washington           | 7         | Jim McDermott (D)                    | Pramila Jayapal - 56,2% Brady Walkinshaw - 43,8%           | -                                                                | | Pramila Jayapal (D)                                                                                |                       |                            |
| Washington           | 8         |                                      | Dave Reichert (R)                                          | Tony Ventrella - 40,6%                                           | Dave Reichert - 59,4% | |                       | Dave Reichert (R)          |
| Washington           | 9         |                                      | Adam Smith (D)                                             | Adam Smith - 73,4%                                               | Doug Basler - 26,6% | |                       | Adam Smith (D)             |
| Washington           | 10        | Denny Heck (D)                       | Denny Heck - 58,9%                                         | Jim Postma - 41,1%                                               | | Denny Heck (D)                                                                                     |                       |                            |
| Wisconsin            | 1         |                                      | Paul Ryan (R)                                              | Ryan Solen - 30,2%                                               | Paul Ryan - 65,0% | Spencer Zimmerman (I) - 2,7% Jason LeBeck (L) - 2,1%                                               |                       | Paul Ryan (R)              |
| Wisconsin            | 2         |                                      | Mark Pocan (D)                                             | Mark Pocan - 68,7%                                               | Peter Theron - 31,3% | |                       | Mark Pocan (D)             |
| Wisconsin            | 3         | Ron Kind (D)                         | Ron Kind                                                   | -                                                                | | Ron Kind (D)                                                                                       |                       |                            |
| Wisconsin            | 4         | Gwen Moore (D)                       | Gwen Moore - 77,0%                                         | -                                                                | Robert Raymond (I) - 11,7% Andy Craig (L) - 11,2%                                                                             | Gwen Moore (D)                                                                                     |                       |                            |
| Wisconsin            | 5         |                                      | Jim Sensenbrenner (R)                                      | Khary Penebaker - 29,3%                                          | Jim Sensenbrenner - 66,8% | John Arndt (L) - 3,9%                                                                              |                       | Jim Sensenbrenner (R)      |
| Wisconsin            | 6         | Glenn Grothman (R)                   | Sarah Lloyd - 37,3%                                        | Glenn Grothman - 57,2%                                           | Jeff Dahlke (I) - 5,5% | Glenn Grothman (R)                                                                                 |                       |                            |
| Wisconsin            | 7         | Sean Duffy (R)                       | Mary Hoeft - 38,2%                                         | Sean Duffy - 61,8%                                               | | Sean Duffy (R)                                                                                     |                       |                            |
| Wisconsin            | 8         | Reid Ribble (R)                      | Tom Nelson - 37,3%                                         | Mike Gallagher - 62,7%                                           | | Mike Gallagher (R)                                                                                 |                       |                            |
| Wyoming              | Unico     | Cynthia Lummis (R)                   | Ryan Greene - 29,2%                                        | Liz Cheney - 60,3%                                               | Daniel Cummings (C) - 4,0% Lawrence Struempf (L) - 3,5%                                                                       | Liz Cheney (R)                                                                                     |                       |                            |